# عمارة إسبانية

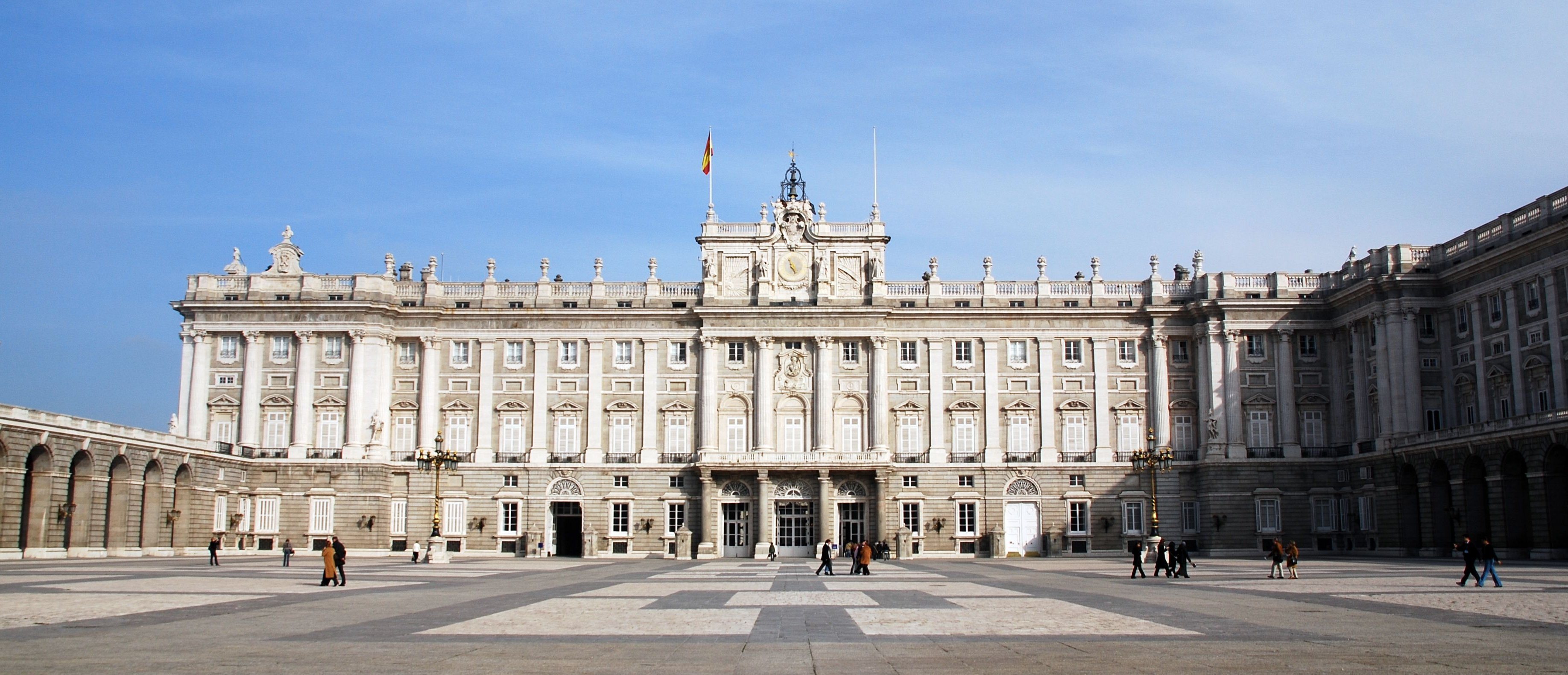
قصر مدريد الملكي

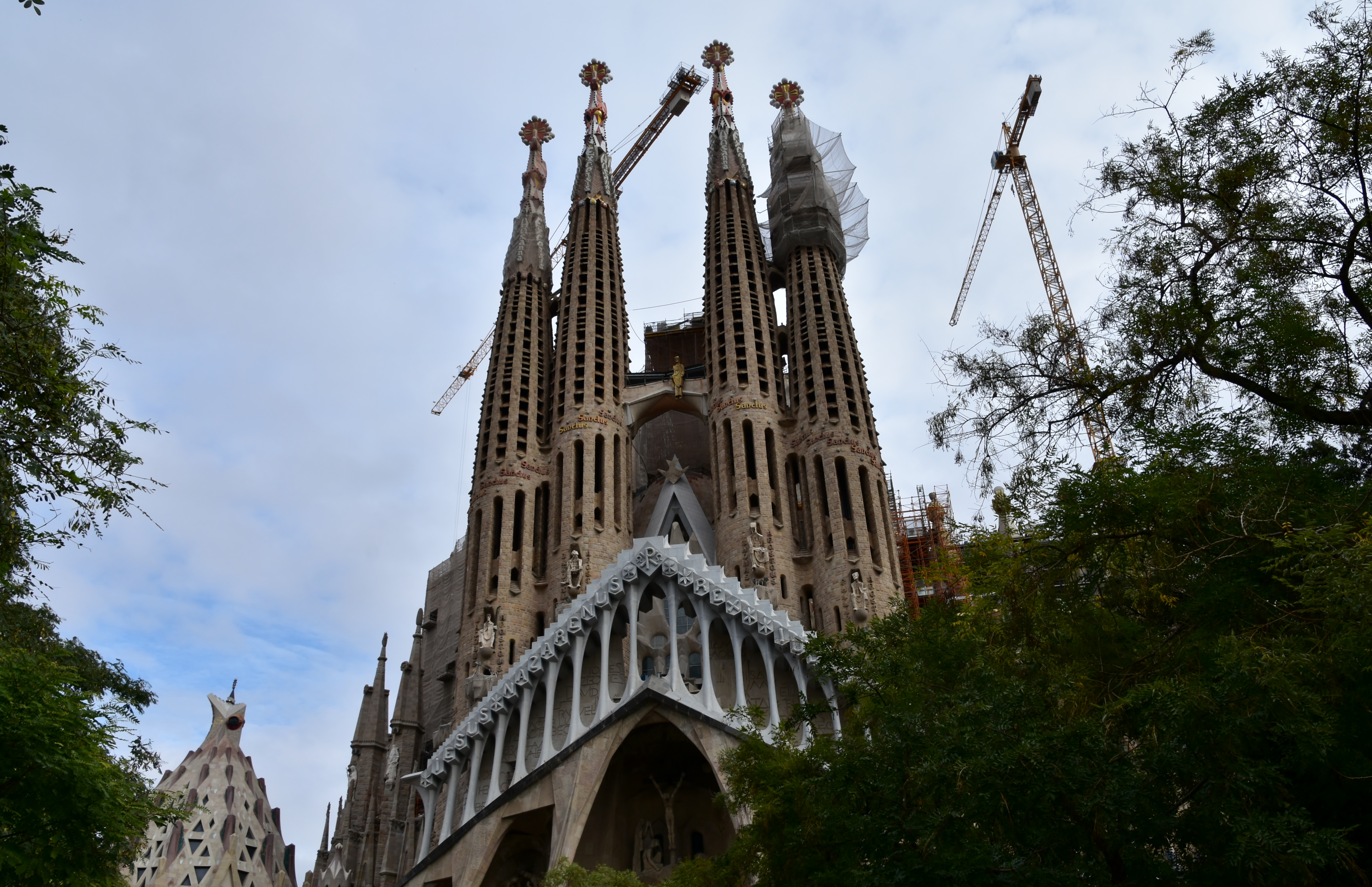
ساجرادا فاميليا للمعماري الإسباني الكبير أنطوني جاودي التي يرجع تاريخ بنائها إلى عام 1882. تعدّ من أكثر الكنائس تفردًا في تاريخ الفن والعمارة.

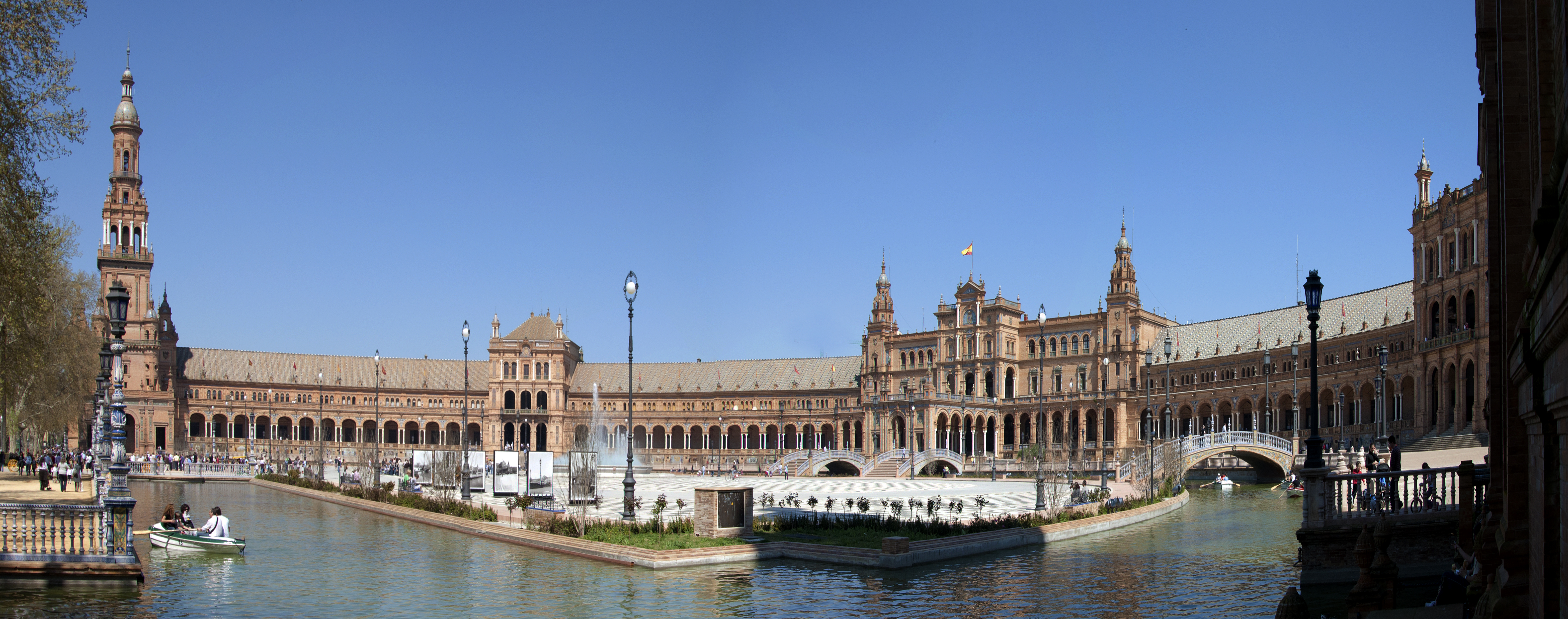
ساحة إسبانيا، في مدينة إشبيلية.

يُقصد بالعمارة في إسبانيا تلك الموجودة في ما يُشكّل حاليًا الأراضي الإسبانية، بالإضافة إلى ما أنجزه المعماريون الإسبان في مختلف أنحاء العالم. ونظرًا للامتداد الزمني والجغرافي الكبير لتاريخ إسبانيا، فقد تأثرت العمارة الإسبانية بعدد هائل من التأثيرات وتجلّت في مظاهر متعددة.
حتى قبل وجود القرى التي وصفتها المصادر الرومانية (مثل قرى الإيبيريين، السلتإيبيريون، الكانتابريين...)، وُجدت في شبه الجزيرة الإيبيرية آثار معمارية تُقارن بنظيراتها في الثقافات المتوسطية وتُشابه ما هو موجود في أوروبا الشمالية.
وقد بدأ تطور حقيقي مع وصول الرومان، الذين خلّفوا وراءهم بعضًا من أكثر معالمهم المدهشة في هسبانيا. لكن مجيء الوندال والسويبيين والقوط الغربيين أدى إلى انحدار عميق في التقنيات الرومانية، رغم أنهم جلبوا معهم أساليب بناء أكثر تقشفًا وذات طابع ديني، كما حدث في باقي أنحاء الغرب. أما الفتح الإسلامي عام 711، فقد مثّل تحوّلًا جذريًا على مدى ثمانية قرون تالية، وقاد إلى تطورات كبيرة في الثقافة، ومنها العمارة. فكانت قرطبة، عاصمة الدولة الأموية، وغرناطة، عاصمة بني نصر، من أبرز المراكز الثقافية ذات الأهمية الفائقة.
وفي الممالك المسيحية، ظهرت وتطوّرت أنماط معمارية خاصة بها تدريجيًا، وكانت في بداياتها معزولة عن التأثيرات الأوروبية، ثم اندمجت لاحقًا ضمن التيارات المعمارية الكبرى في أوروبا مثل الطراز الرومانسي والقوطي، واللذَين بلغا ذروة ازدهارهما، مع وفرة من المعالم الدينية والمدنية في جميع أنحاء البلاد. وفي الوقت ذاته، نشأ طراز المعمار المدجّن (الموديجار) بين القرنين الثاني عشر والسابع عشر، وتميّز بمزج بين الأساليب الهيكلية الأوروبية والزخارف العربية.
في أواخر القرن الخامس عشر، وقبل البدء في استعمار أمريكا اللاتينية بطرازها المعماري الاستعماري والباروكي، شهدت إسبانيا تجربة  معمارية نهضوية، طُوّرت أساسًا على يد معماريين محليين مثل [[بيدرو ماتشوكا]، جاسبار دي بيجا، خوان باتيستا دي توليدو، خوان دي إيريرا، وأندريس دي باندالبيرا. وقد تميّز عصر الباروك الإسباني، خاصة بأسلوبه المفرط الزخرفة المعروف التشوريجيريسكو، عن التأثيرات الدولية اللاحقة، وكانت أبرز إنجازاته في الإمبراطورية الإسبانية في أمريكا، ولا سيما في البعثات، والكاتدرائيات، والمعمار المدني. وقد استمر الطراز الاستعماري لقرون وظل له تأثير كبير في كوبا والمكسيك وأمريكا الوسطى ودول ساحل المحيط الهادئ في أمريكا الجنوبية. أما الكلاسيكية الجديدة فقد بلغت أوجها في أعمال خوان دي بيّانويبا وتلاميذه.
أما القرن التاسع عشر، فقد تميّز بجانبين: الأول هو الجهد الهندسي في ابتكار لغة جديدة وتحسين البنية باستخدام الحديد والزجاج كمواد أساسية، والثاني هو التيار الأكاديمي الذي ركّز أولًا على التاريخية والتوفيقية، ثم على النزعات الإقليمية. وقد أدّى دخول الحداثة إلى التيارات الأكاديمية إلى ظهور شخصيات بارزة مثل أنطونيو جاودي في عمارة القرن العشرين. وقد قاد الطراز الدولي مجموعات مثل "جاتيباك".
تشهد إسبانيا حاليًا ثورة حقيقية في مجال التقنيات المعمارية المعاصرة، حيث أصبح معماريون إسبان مثل رافائيل مونيو، سانتياجو كالاترافا، وريكاردو بوفيل، من الأسماء البارزة عالميًا.
ونظرًا للأهمية الفنية للعديد من الهياكل المعمارية في إسبانيا، بما في ذلك أجزاء كاملة من مدن بأكملها، فقد تم تصنيفها ضمن مواقع التراث العالمي. وتحتل إسبانيا المرتبة الخامسة عالميًا من حيث عدد المواقع المُدرجة ضمن قائمة التراث العالمي لليونسكو، متجاوزةً من قبل إيطاليا، الصين، ألمانيا، وفرنسا فقط.

## حقبة ما قبل التاريخ

### العمارة الميغاليثية (الجندلية)
خلال العصر الحجري، كان الدولمن هو أكثر المنشآت الميغاليثية انتشارًا في شبه الجزيرة الإيبيرية. وكانت مخططات هذه الغرف الجنائزية عادةً ما تكون على شكل شبه دائري أو شبه منحرف، تتكوَّن من حجارة ضخمة مغروسة في الأرض، وأخرى توضع فوقها لتشكّل سقفًا. ومع تطور هذا النمط المعماري، ظهر ممر للدخول يُسمى "دروموس"، الذي أخذ يزداد أهمية تدريجيًا حتى أصبح بعرض الغرفة نفسها. وفي المرحلة الأكثر تطورًا، أصبحت الأسقف المقببة والقباب الزائفة شائعة. ويضمّ مجمّع "أنتيكيرا" أكبر الدولمنات في أوروبا. أما الدولمن الأفضل حفظًا فهو " كهف مينجا " ، الذي يبلغ عمقه 25 مترًا، وارتفاعه أربعة أمتار، وقد بُني باستخدام 32 حجرًا ميغاليثيًا. وفي الوقت الحاضر، تم اكتشاف بئر داخل هذا الدولمن، ولا يزال أصله مجهولًا.
وفي العصر البرونزي، توجد أفضل الأمثلة المحفوظة في جزر البليار، حيث تظهر ثلاثة أنواع من المنشآت: "التاولا"، وهي على شكل حرف T، و"التالايوت"، و"النافِتا". وكانت "التالايوتات" أبراجًا دفاعية ذات شكل مخروطي أو هرمي مبتور، وغالبًا ما كانت تحتوي على عمود مركزي. أما "النافِتات" فكانت منشآت بُنيت باستخدام حجارة ضخمة، وشكلها يشبه شكل قِباب السفن.

## العمارة الإيبيرية والكلتية

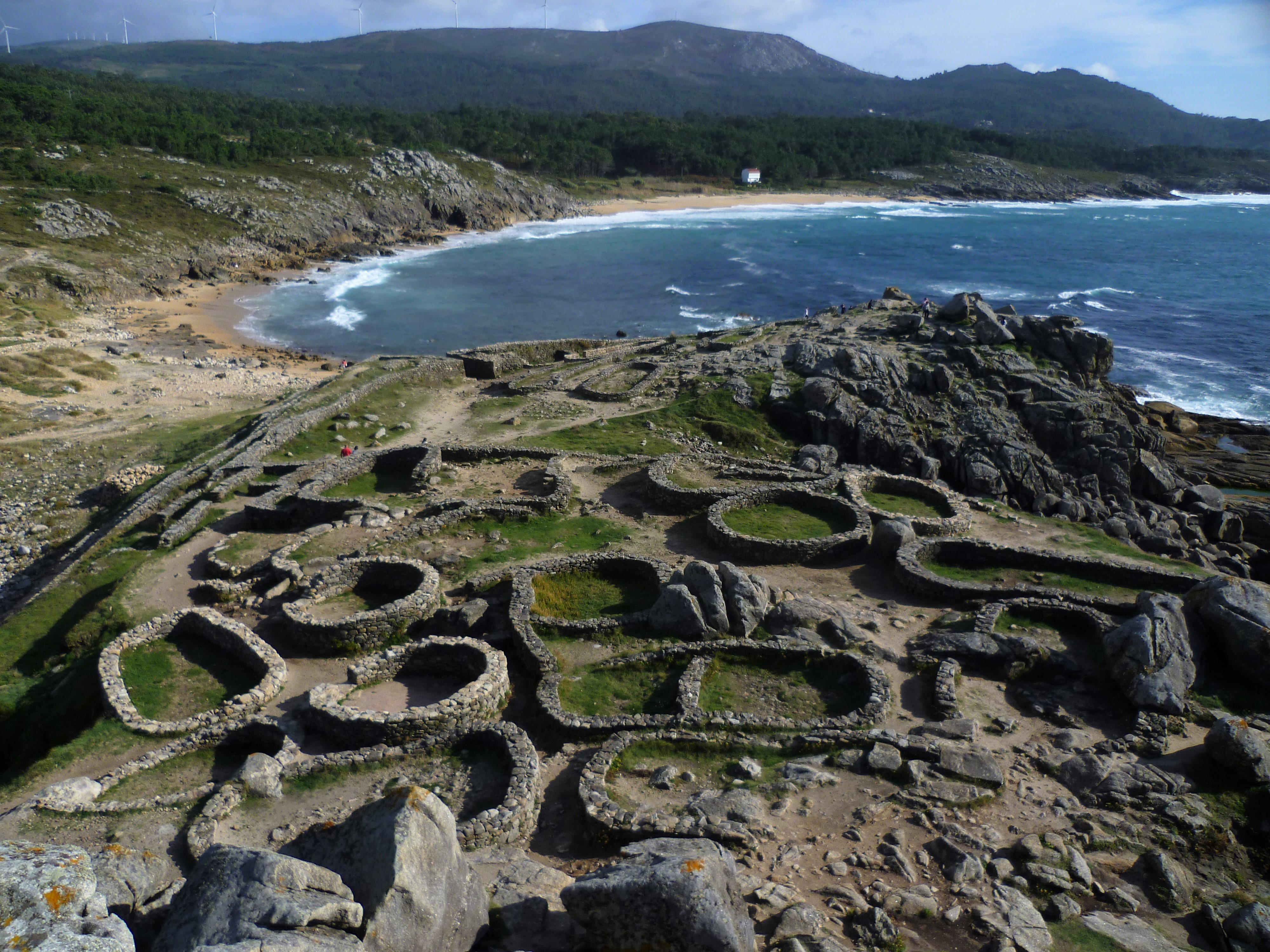

نشأت الثقافة الكاسترية في شمال ووسط شبه الجزيرة الإيبيرية، وهي مرتبطة بشكل مباشر أو غير مباشر بالشعوب الكلتية. وقد طوّرت هذه الثقافة نمطًا مميزًا من البناء يُعرف باسم الكاسترو، وهي قرى محصّنة تقع عادةً على قمم التلال أو الجبال. تنتشر المستوطنات الكاسترية في جميع أنحاء منطقة كانتابريا والهضبة الإيبيرية، وتكثر بشكل خاص في وادي نهر دويرو وفي منطقة غاليثيا.
من الأمثلة البارزة على ذلك: لاس كوجوتاس وأولاكا (في مدينة أفيلا), وكاسترو دي سانتا تريجا (في بونتيفيدرا).
تتراوح أطوال المنازل في الكاسترو بين 3.5 و5 أمتار، وهي غالبًا ما تكون دائرية الشكل، مع وجود بعض المنازل المستطيلة، مبنية من الحجر وتغطى أسقفها بالقش، وتحتوي على عمود مركزي. أما الشوارع فغالبًا ما تكون منتظمة، مما يدل على وجود نوع من التنظيم المركزي.
المدن التي بناها الآريفاكوس مرتبطة بالثقافة الإيبيرية، وقد شهدت مدنهم تطورًا عمرانيًا ملحوظًا، مثل مدينة نومانثيا. بينما تُعد مدن أخرى أكثر بدائية وغالبًا ما تكون محفورة في الصخور، مثل مدينة تيرمانتيا.

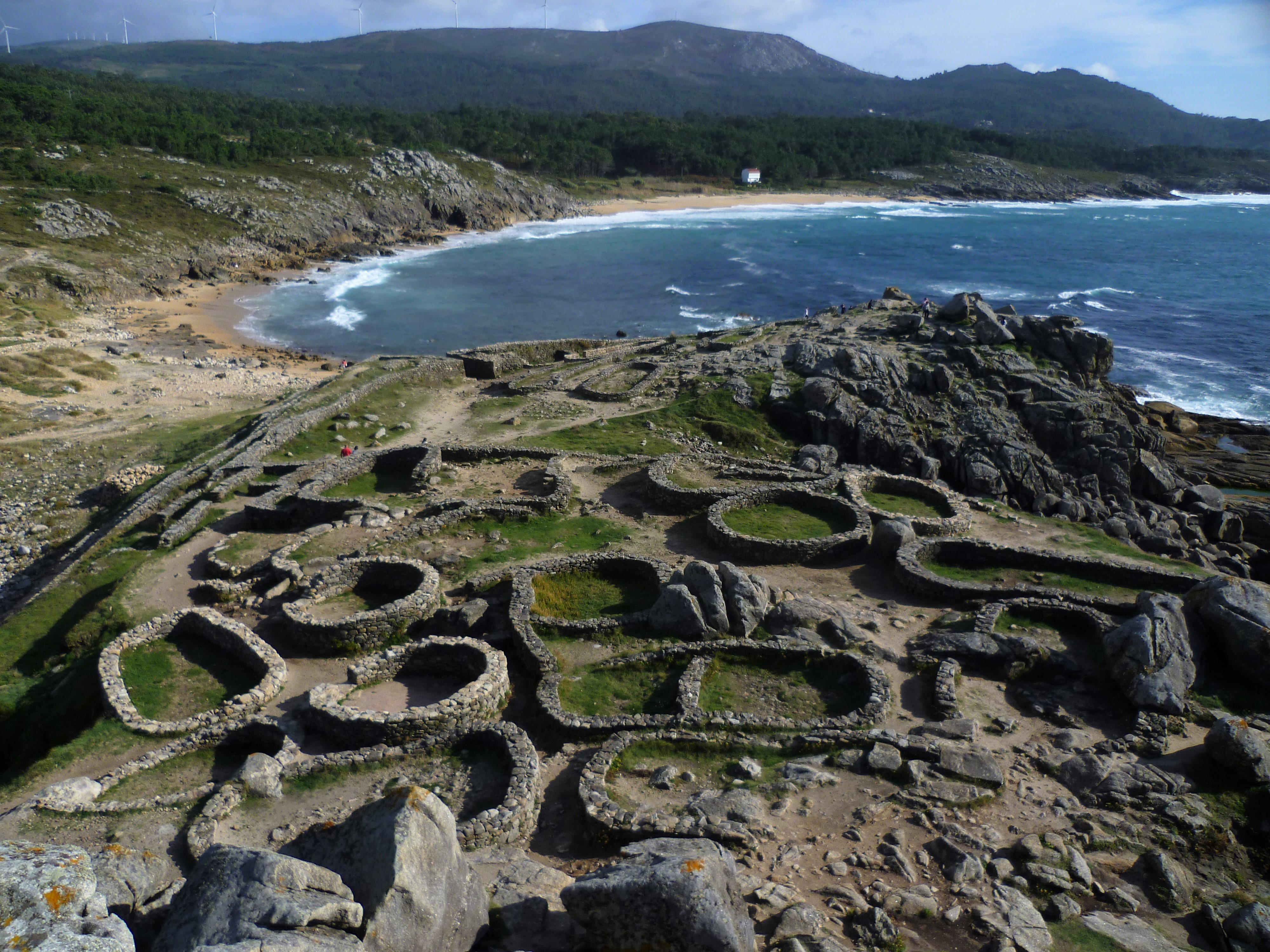

## العصر الروماني

### التقدم الحضري

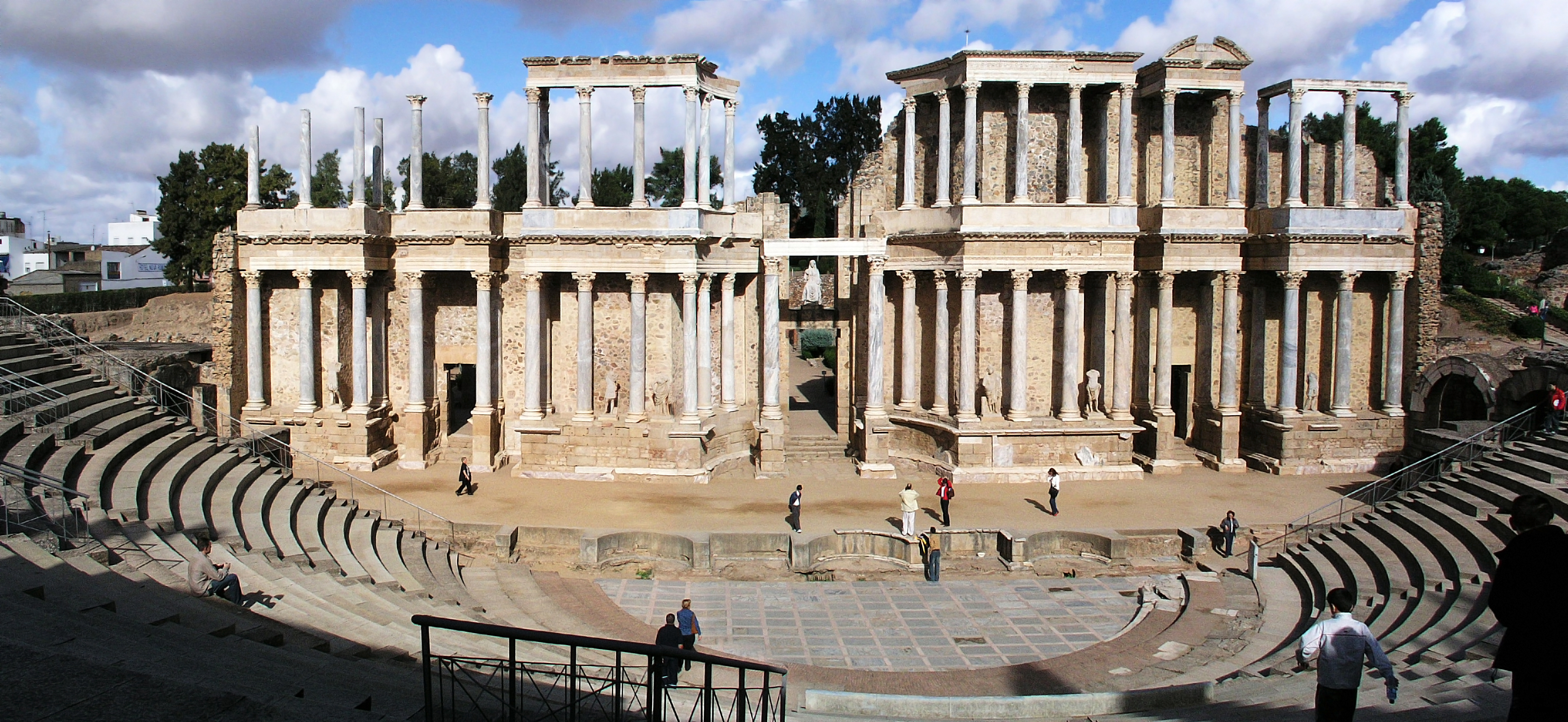
المسرح الروماني في ماردة

بدأ الغزو الروماني لـ"هيسبانيا" في عام 218 قبل الميلاد، وقد أدى إلى عملية "رومنة" شبه كاملة لشبه الجزيرة الإيبيرية. فقد تبنّى السكان المحليون الثقافة الرومانية بشكل عميق، حيث تم تحويل المعسكرات العسكرية القديمة والمستوطنات الإيبيرية والفينيقية واليونانية إلى مدن كبيرة، مثل: "أوجوستيا إميريتا" في "لوسيتانيا"، و"قرطبة"، و"إيتاليكا"، و"هيسباليس"، و"قادش" في "بيتكا"، و"تارّاكو"، و"قرطاجنة الجديدة"، و"قيصر أوغوستا"، و"أستوريكا أوغوستا"، و"ليجيو سبتِما جِمينا"، و"لوكوس أوغوستي" في "تارّاقونينسيس"، وكلها متصلة بشبكة معقدة من الطرق. وقد شهدت أعمال البناء تطورًا لافتًا، تضمّن إنشاء بعض المعالم المعمارية ذات الجودة المماثلة لتلك الموجودة في العاصمة روما.

### أعمال البناء
تمثّلت الهندسة المدنية في مبانٍ شامخة مثل قناة سيجوفيا المائية أو قناة ميريدا المعروفة باسم "قناة المعجزات"، وكذلك الجسور مثل جسر القنطرة فوق نهر التاخوس، وجسر قرطبة فوق نهر الوادي الكبير، وجسر ميريدا فوق نهر جواديانا. كما بُنيت منارات مثل تلك التي لا تزال قيد الاستخدام في لاكورونيا، وهي برج هرقل. وقد شهدت الإنشاءات المدنية ازدهارًا خاصًا في عهد الإمبراطور تراخانو(98 م – 117 م).
أما العمارة الترفيهية، فقد تمثلت في مبانٍ مثل مسارح ميريدا، قرطاجنة، ساجونتو، تيرميس، وقادش، والمدرجات الرومانية في ميريدا، إيتاليكا، طركونة، وسجوبريجا، بالإضافة إلى حلبات السباق في ميريدا، قرطبة، طليطلة، ساجونتو وغيرها الكثير.
كما انتشرت العمارة الدينية في شبه الجزيرة، ويتضح ذلك في المعابد الموجودة في قرطبة، فيتش، ميريدا (معبدا ديانا ومارس)، وتالافيرا لا بييخا، وغيرها. وتعد أبراج أسكيبيون في طركونة، والديسْتيل في ثالاميا دي لا سيرينا، وأضرحة عائلة أتيليوس في سادابا وفابارا من أبرز المعالم الجنائزية. أما أقواس النصر، فيمكن العثور عليها في كابارّا، بارا، وميديناثيلي.

## الحقبة ما قبل الرومانسكية
يشير تعبير ما قبلجالرومانسي إلى الفن المسيحي بعد العصر الكلاسيكي وقبل الفن والعمارة الرومانسكية. وهو يشمل جميع العروض الفنية المتنوعة التي ازدهرت في قرون وثقافات مختلفة. تتباهى مجوقة إسبانيا بامتلاكها مجموعة وافرة التنوع من الهندسة المعمارية ما قبل الرومانسية؛ بلغت بعض أجزائها، مثل العمارة الأستورية، مستويات عالية من الدقة بالنسبة إلى حقبتها وإطارها الثقافي.

### عمارة القوط الغربيين
منذ القرن السادس، يمكن ذكر بقايا كنيسة الرأس اليوناني في كوينكا وكنيسة سان كوجات ديل فاليس الصغيرة في برشلونة. وهذا، على الرغم من تدهوره الشديد، يظهر بوضوح مخططًا مكونًا من صحن واحد ينتهي بحنية. ومن القرن التالي توجد معابد سان بيدرو دي لا نافي، وسان خوان دي بانوس، وسانتا ماريا دي كوينتانيلا دي لاس فيناس، والتي تم تكرار تصميمها لاحقًا في معابد أخرى لاحقة تنتمي إلى "أسلوب إعادة التوطين" أو أسلوب "الموزارابيك". وفي غير ذلك، خلال هذه الفترة، يتم إتباع التقليد المسيحي المبكر بشكل أساسي في العمارة الدينية. تشمل المباني الأكثر تمثيلا ما يلي:

### العمارة الأستورية

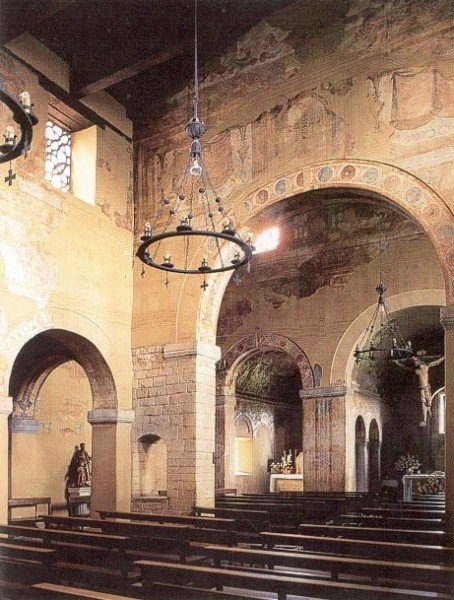
الجزء الداخلي لكنيسة سانتويانو وهي موقع تراث عالمي.

ظهرت مملكة أستورياس في عام 718، حين تجمعت قبائل الأستور في المجلس وقررت تعيين بيلايو قائدًا لها. كان بيلايو يهدف إلى استرجاع النظام القوطي تدريجيًا، إذ اتحد مع القبائل المحلية والقوط الغربيين اللاجئين تحت سلطته.
تُعد العمارة ما قبل الرومانسية الأستورية سمة استثنائية في كل إسبانيا، وقد أسست أساليبها ومميزاتها في الفترة التي مزجت فيها الطرز الأخرى مثل القوطية الغربية والتراث المحلي، وبلغت مرحلة هامة من التقدم لا في ما يخص في المباني فقط، بل في الجماليات أيضًا.

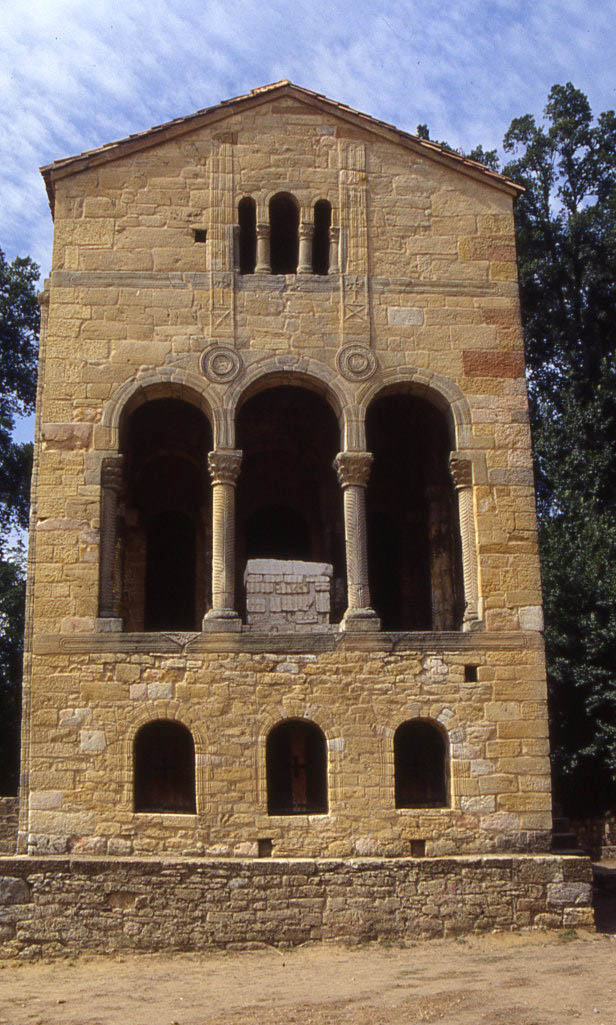
كنيسة سانتا ماريا ديل نارانكو

في ما يتعلق بتطورها، اتبعت العمارة ما قبل الرومانسية الأسترية منذ ظهورها «سلسة متعاقبة من الأساليب المرتبطة بعناية مع التقدم السياسي للمملكة، ووضعت مراحلها بوضوح». كانت المحكمة تمثل الهندسة المعمارية بصورة رئيسية، ومُيِّزت المراحل الخمس: الحقبة الأولى من فترة حكم الملك فافيلا إلى الملك فيرمودو الأول (منذ عام 737 وحتى عام 791)، والحقبة الثانية في فترة حكم ألفونسو الثاني (منذ عام 791 وحتى عام 842) التي دخلت مرحلة تحديد أسلوبي. تحصل هاتان المرحلتان الأوليتان على اسم «ما قبل الرومانسي». تُعد كنيسبة سان جوليان دي لوس برادوس في أوفييدو من أهم الكنائس وهي ذات حجم مُلفِت للإنتباه ومُخطط جصي أيقوني معقد يتصل بالجداريات الرومانية بدقة. ظهرت في هذه المرحلة الشبكات الفريدة والنوافذ العلوية الثلاثية لأول مرة. تُنسب الحُجرة المقدسة في كاتدرائية أوفييدو، سان بيدرو دي نورا وسانتا ماريا دي بندونيس إلى هذه المرحلة أيضًا.
تشمل الحقبة الثالثة فترة حكم راميرو الأول (منذ عام 842 وحتى عام 850) وحكم أردوينو الأول (منذ عام 850 وحتى عام 866). تُسمى هذه الحقبة «ريميرنس»، وتُعد ذروةَ هذا الطراز، ويعود الفضل في ذلك إلى مهندس معماري مجهول أحدث إنجازات عمرانية وزخرفية جديدة مثل العقادة، واستخدم الأقواس والدعامات المستعرضة بصورة متناسقة، وهذا ما أنتج طرازًا قريبًا من الإنجازات العمرانية الرومانسية بعد قرنين لاحقين. ينسب بعض الكُتّاب الزخرفة الوافرة إلى تأثير سوري غير واضح. ازدهرت أغلب الأعمال الفنية المعمارية في هذا الطراز: شُيّدت في تلك الحقبة أجنحة قصر جبل نارانكو (كنيسة سانت ماريا ديل نارانكو وكنيسة سان ميغيل دي ليلو) وكنيسة سانت كريستينا دي لينا.
تُنسب الحقبة الرابعة إلى فترة حكم ألفونسو الثالث (منذ عام 866 وحتى عام 910)، حيث بلغ تأثير المستعربين الشديد الهندسةَ المعمارية الأسترية، وانتشر استعمال قوس حدوة الحصان. تزامنت الحقبة الخامسة والأخيرة مع تغيير مكان المحكمة إلى ليون، وزوال المملكة الأستورية، وفي الوقت نفسه زوال ما قبل الرومانسية الأستورية.
العمارة المستعربة
تم تنفيذ العمارة المستعربة من قبل المستعربين، وهم مسيحيون عاشوا في إسبانيا الإسلامية منذ الغزو العربي (711) حتى نهاية القرن الحادي عشر، والذين حافظوا على شخصيتهم المميزة أيضًا مقارنة بالمسيحيين في الممالك الشمالية، التي هاجروا إليها في موجات متتالية أو تم دمجهم في فترة الاسترداد. ومن الأمثلة على هذا النوع من الهندسة المعمارية كنيسة بوباسترو، وهي معبد منحوت في الصخر يقع في مكان يعرف باسم مساس دي فيلافيردي، في أرداليس (مالقة)، ولم يتبق منه سوى القليل من الآثار. مبنى آخر ممثل لهذه الهندسة المعمارية هو كنيسة سانتا ماريا دي ميلكي، الواقعة بالقرب من لا بويبلا دي مونتالبان (توليدو). هناك شك حول الانتماء الأسلوبي لهذا المعبد، لأنه يشترك في السمات القوطية الغربية مع غيرها من السمات الموزاراوية الأكثر ملاءمة، كما أن تاريخه غير واضح أيضًا. يقدم دير سان بودليو دي بيرلانجا نموذجًا غير مسبوق، حيث يتضمن في مخططه المستطيل معرضًا فوق قاعة صغيرة ذات أعمدة، على غرار المسجد، ويدعم سقفه عمود مركزي واحد على شكل شجرة نخيل. تم تزيين كل من العمود والجدران الداخلية بشكل فخم بلوحات جدارية تصور مشاهد الصيد والحيوانات الغريبة. يمكن إقامة ارتباط نمطي معين كمعبد للبدء، في العصر الروماني، مع كنيسة سانتا ماريا دي إوناتي والمباني الهيكلية الأخرى ذات الخطة المركزية، مثل توريس ديل ريو أو فيرا كروز في سيغوفيا.
وكما سبق أن ذكرنا، فإن تحديد هوية المباني في الممالك المسيحية في شبه الجزيرة الشمالية على الطراز المستعرب هو أمر إشكالي.

### عمارة إعادة التعمير

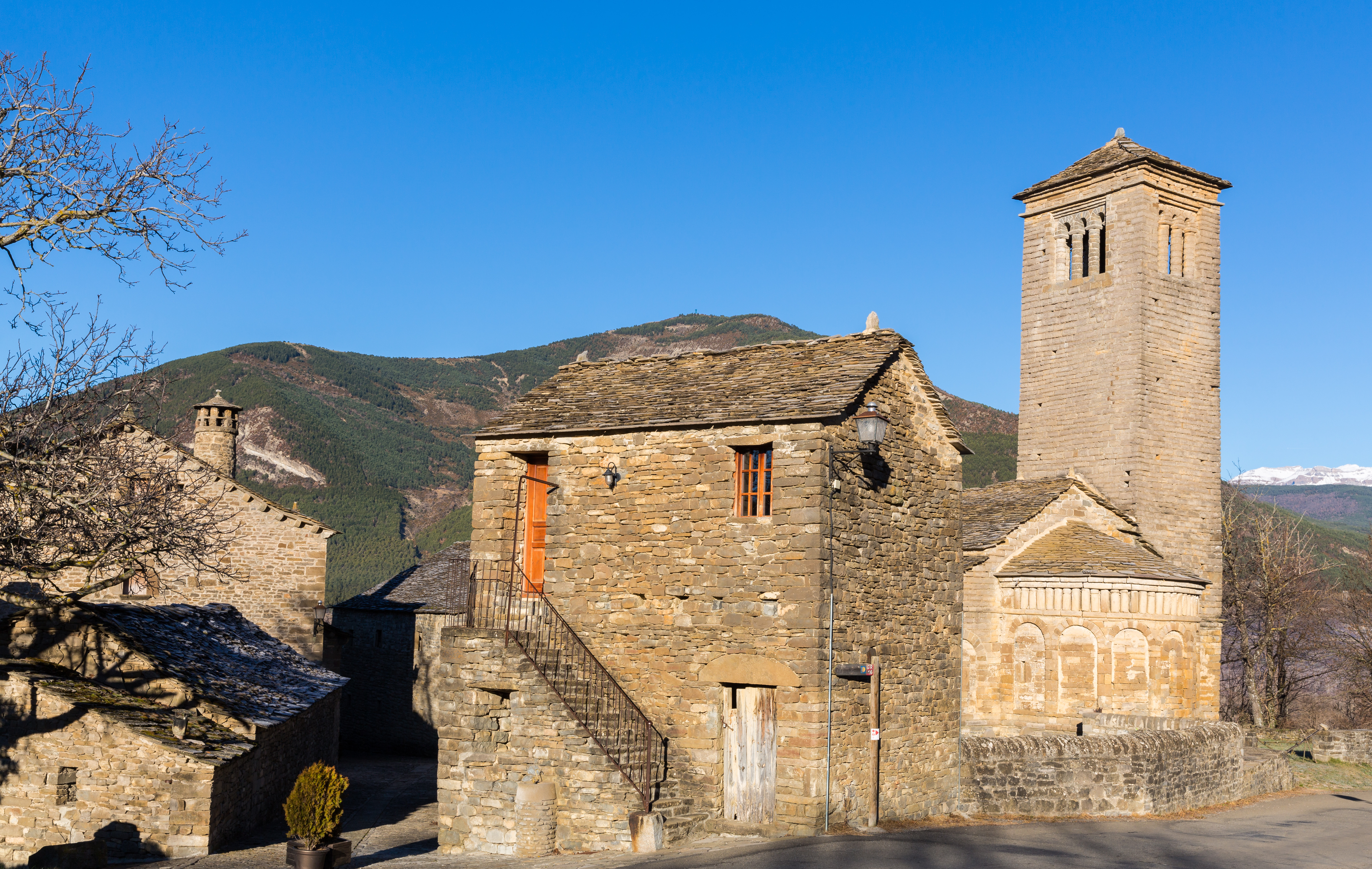
كنيسة سان بيدرو في لاريدي

بين نهاية القرن التاسع وبداية القرن الحادي عشر، شُيّدت مجموعة من الكنائس في المَملكات المسيحية الشمالية. وهي تشتهر بصورة شائعة لكن خاطئة باسم عمارة المستعربين. هذه العمارة هي خلاصة العناصر الأصلية المختلفة المُصنفة بصورة غير منتظمة، إذ تسيطر عناصر الحقبة المسيحية القديمة أو القوطية الغربية أو الأستورية في بعض الأحيان، بينما تعزز الانطباع الإسلامي في أحيانٍ أخرى.
تمتلك الكنائس عادة باسيليكا أو خريطة مركزية، وأحيانًا أنصاف دوائر متضادة. يكون تصميم الكنائس الصغيرة الرئيسية مستطيلًا في الخارج ونصف دائري في الداخل. تُستخدم أقواس حدوة الحصان التي صنعها المسلمون، إذ تكون مقفولة ومنحدرة أكثر قليلًا من أقواس القوط الغربيين، بالإضافة إلى الفيز. تضاعف النوافذ الثلاثية من التراث الأستري، وتُكوِّن الأعمدة المتراصفة الدعامات المركبة ذات الرأس الكورنثي المزين بعناصر ذات طابع معين.
يتشكل تخطيط الحدود والزخرفة الخارجية المعتدلة بواسطة الزخرفة التي ترتكز على الحجم، والصلبان المعقوفة، والأفكار التي تخص النباتات والحيوانات المُماثلة لزخرفة القوط الغربيين. تُقدم بعض الأفكار الجديدة، مثل النتوء الكبير المفصص الذي يسند الطنف الواضح. يمكن الانتباه إلى أمر بارز في أسلوب البناء، وهو استعمال الحجر المربع للبناء، وتعزيز الجدران بالدعامات الخارجية، والتغطية بواسطة قناطر منفصلة، ومن ضمنها القناطر البرميلية التقليدية.

## عمارةالأندلس

### خلافةقرطبة
أدى الفتح الإسلامي لإسبانيا على يد قوات موسى بن نصير وطارق بن زياد، ثم سقوط الدولة الأموية في دمشق، إلى قيام إمارة أموية مستقلة في قرطبة على يد عبد الرحمن الأول، وهو الأمير الوحيد الذي نجا من مذبحة العباسيين. أصبحت قرطبة عاصمة لهذه الإمارة، ثم لاحقًا عاصمة ثقافية بارزة في الغرب، وذلك بين عامي 750 و1009م.
تطورت العمارة في الأندلس خلال الحكم الأموي متأثرة بعمارة دمشق، مع إضافات جمالية محلية. فقد تم اعتماد القوس على شكل حدوة الحصان، وهو من أبرز سمات العمارة العربية-الإسبانية، والتي كانت مستمدة من القوط الغربيين. كما وفد مهندسون معماريون وفنانون وحرفيون من المشرق لبناء مدن كمدينة الزهراء، التي تجاوزت روعتها كل ما عُرف في الممالك الأوروبية المعاصرة.
يُعدّ مسجد قرطبة من أهم المباني الأموية في المدينة، وقد شُيّد على مراحل في عهد عبد الرحمن الأول، ثم عبد الرحمن الثاني، والحكم الثاني، وأخيرًا المنصور.

### ممالك الطوائف
بعد انهيار الخلافة الأموية، انقسمت الأندلس إلى دويلات صغيرة عُرفت بممالك الطوائف. وقد رافق ضعفها السياسي توجه ثقافي محافظ، ما دفع حكام الطوائف، في ظل تصاعد قوة الممالك المسيحية، إلى الحفاظ على الهيبة العمرانية عبر التمسك بالطراز القرطبي في الهياكل والزخرفة.
وقد انعكس هذا الجمود في تقنيات البناء والمواد المستخدمة، دون أن يشمل الزخرفة، التي ازدادت كثافة وتنوعًا. فظهرت الأقواس المتعددة الفصوص، وتعددت العناصر الزخرفية التي بالغت في استلهام الطراز الأموي.
ومن الأمثلة الباقية من عمارة الطوائف حتى اليوم: قصر الجعفرية في سرقسطة، ومسجد باب المردوم الصغير في طليطلة، الذي تحوّل لاحقًا إلى كنيسة "كريستو دي لا لوث"، كأحد النماذج المبكرة لفن العمارة المدجنة.

### المرابطونوالموحدون
دخل المرابطون الأندلس من شمال إفريقيا عام 1086م، وتمكنوا من توحيد ممالك الطوائف تحت حكمهم. وقد طوّروا طرازهم المعماري الخاص، إلا أن القليل منه بقي قائمًا، نظرًا للغزو اللاحق الذي شنّه الموحدون. فقد فرض الموحدون إسلامًا صارمًا، وأقدموا على تدمير معظم المباني الكبرى للمرابطين، بما في ذلك مدينة الزهراء وغيرها من منشآت الخلافة.
اتسمت العمارة الموحدية بالرصانة والبساطة الشديدة. وقد استُخدم الطوب كمادة أساسية في البناء، بينما اقتصرت الزخرفة تقريبًا على "السبكة"، وهي شبكة من المعينات الطوبية. كما استخدموا أشكال النخيل كعنصر زخرفي، ولكن بأسلوب مبسّط مقارنةً بزخارف المرابطين الأكثر تفصيلًا. ومع مرور الزمن، بدأ الطراز الموحدي يميل تدريجيًا إلى مزيد من التزيين.
ويُعد "الخيرالدا"، المئذنة القديمة لمسجد إشبيلية (رغم أن الجزء العلوي منها يعود إلى عصر النهضة)، أبرز عنصر معروف من العمارة الموحدية. وتُصنف كنيسة "سانتا ماريا لا بلانكا" في طليطلة كمعمار مدجّن، لكنها تنتمي إلى الجمالية الموحدية، وتُعد مثالًا نادرًا على التعاون المعماري بين الثقافات الثلاث في إسبانيا في العصور الوسطى.
العمارة النصرية في مملكة غرناطة
بعد انهيار الدولة الموحدية، أعادت الممالك الإسلامية في جنوب شبه الجزيرة تنظيم نفسها، وتأسست مملكة بني نصر سنة 1237، واتخذت من غرناطة عاصمة لها.
وقد كانت العمارة التي أبدعها النصريون من أغنى ما أنتج في العالم الإسلامي. ورثت هذه العمارة الطُرُز الإسلامية الأخرى في الأندلس، حيث قام النصريون بدمجها، إلى جانب تأثرهم الوثيق بالممالك المسيحية في الشمال.
استُخدمت في الزخرفة والعناصر المعمارية تأثيرات من العمارة القرطبية (كالأقواس الحدوية)، ومن الطراز الموحدي (كالسبكة وزخرفة النخلة)، كما أضافوا عناصر مبتكرة خاصة بهم، مثل التيجان الموشورية والأسطوانية، والأقواس المعشقة (المقرنصات)، في توليفة مبهجة تجمع بين المساحات الداخلية والخارجية، وبين الحدائق والمعمار، صُممت لإرضاء جميع الحواس.
وعلى عكس العمارة الأموية التي استخدمت مواد بناء فاخرة ومستوردة، اعتمد النصريون على مواد بسيطة مثل الطين والجص والخشب.
ومع ذلك، فإن النتيجة الجمالية غاية في التعقيد وتثير الدهشة لدى المتلقي: فقد تميزت بكثرة الزخارف، والاستخدام الذكي للضوء والظل، وإدماج الماء كعنصر معماري أساسي، وهي من السمات المفتاحية لهذا الطراز.
كما أُدمج الخط العربي في جدران الغرف المختلفة، من خلال أبيات شعرية تشير إلى جمال الأمكنة.
ويُعتبر قصر الحمراء وقصر الجنّة العريف من أهم الإنجازات المعمارية في هذا العصر.

## العمارة المدجنة
العمارة التي أنجزها المسلمون الذين بقوا في الأراضي الخاضعة للحكم المسيحي دون أن يعتنقوا المسيحية تُعرف باسم الطراز "المُدَجَّن" (الموديخار). وقد تطور هذا الطراز بشكل رئيسي بين القرنين الثاني عشر والسادس عشر، متأثراً بشدة بالذوق والفن العربي، لكنه تكيّف مع أذواق النبلاء المسيحيين. ولهذا السبب، لا يُعدّ الطراز المدجن طرازًا خالصًا أو نقيًا، بل غالبًا ما يجمع بين تقنيات وتعبيرات فنية مختلفة بحسب السياق التاريخي، ولذلك يمكن الحديث عن "الروماني المدجن"، أو "القوطي المدجن"، أو "النهضوي المدجن".
يمثل الطراز المدجن مزيجًا بين تقنيات وأساليب فهم العمارة، وهو نتاج تعايش الثقافات الإسلامية واليهودية والمسيحية. ظهر كطراز معماري في القرن الثاني عشر، ويُعتقد عمومًا أن منشأه كان في مدينة سَحَغون. ثم امتد إلى باقي مناطق مملكة ليون، وطليطلة (التي كانت من أقدم وأهم مراكزه)، وأفيلا، وسيغوفيا، ولاحقًا إلى غرناطة وإشبيلية.
في طليطلة، تبرز كأمثلة بارزة على هذا الطراز كل من كنيستي "سانتا ماريا لا بلانكا" و"إل ترانزيتو"، وهما مدجنتان، رغم أنهما ليستا مسيحيتين. أما في إشبيلية، فإن قاعات قصر الكازار، رغم تصنيفها ضمن الطراز المدجن، فإنها ترتبط أكثر بفن بني نصر في الحمراء، لأن من بناها هم معماريو غرناطة الذين استقدمهم الملك بيدرو الأول القشتالي، وكان تأثير المسيحية عليهم محدودًا. كما تبرز أيضًا في إشبيلية "دار بيلاطس" كأحد معالم هذا الطراز.
توجد مراكز أخرى مهمة للطراز المدجن في مدن مثل طورو، كوييار، أريفالو، ومادريغال دي لاس ألتاس توريس، مع الإشارة إلى دير "لاس كلاراس" في توردسيلاس ودير "سان بابلو" في بينيافييل. وقد شهد الطراز المدجن تطورًا خاصًا في أراغون، خاصة في سرقسطة وترويل خلال القرون الثالث عشر والرابع عشر والخامس عشر، حيث تميزت المنطقة بأبراجها المدجنة في ترويل.
ويتميز الطراز المدجن باستخدام الطوب كمادة رئيسية في البناء. لم يبتكر هذا الطراز هياكل معمارية جديدة خاصة به كما فعل الطراز القوطي أو الروماني، بل أعاد تفسير الأساليب الغربية من منظور إسلامي. ويظهر الطابع الهندسي المميز للفن الإسلامي في الفنون التكميلية، باستخدام مواد بسيطة مثل الزليج، الطوب، الخشب، الجبس، والمعادن، ولكن بأسلوب متقن، خاصة في زخرفة الأسقف الخشبية (الأرطسونادو). وحتى بعد توقف استخدام البنّائين المسلمين، استمرت مساهماتهم كجزء لا يتجزأ من العمارة الإسبانية.

## العمارة الرومانية
تشكل العمارة الرومانية أسلوبًا معماريًا ضمن الفن المعروف باسم "الفن الروماني"، الذي تطور في أوروبا، وتميز بخصائصه الفريدة وتطوره الخاص على مدى أكثر من قرنين، من أوائل القرن الحادي عشر وحتى منتصف القرن الثالث عشر.
وفي إسبانيا، اكتسبت هذه العمارة طابعًا خاصًا بها، متأثرة بالتيارات الفنية القادمة من الخارج عبر إيطاليا وفرنسا، بالإضافة إلى التقاليد والموارد الفنية القديمة في شبه الجزيرة الإيبيرية.
فبينما شهدت أوروبا المسيحية الغربية في القرن الثامن ما يُعرف بالنهضة الكارولنجية، ظلت إسبانيا المسيحية متمسكة بالثقافة الهسبانية-الرومانية والقوطية التقليدية، ولم تتأثر بالحركات الثقافية الأوروبية إلا مع وصول الطراز الروماني.
انتشرت العمارة الرومانية في إسبانيا في النصف الشمالي منها، حتى نهر تاجة، خلال فترة سقوط الأندلس وإعادة التوطين، لا سيما بعد فتح طليطلة سنة 1085، وهو الحدث الذي ضمن الاستقرار في شمال نهر دويرة وساهم بشكل كبير في تطور هذا الطراز المعماري. دخل هذا الطراز المعماري في بادئ الأمر من خلال أراضي كتالونيا، وتحديدًا في مقاطعات الثغر الإسباني، حيث نشأ ما يُعرف بـ"الروماني الأول"، ثم انتشر في باقي المناطق بمساعدة طريق شنت ياقب وأديرة الرهبنة البندكتية. ترك الرومانيسك أثره خاصة في المباني الدينية مثل الكاتدرائيات والكنائس والأديرة والأدراج والكنائس الصغيرة، وهي المباني التي وصلت إلى القرن الحادي والعشرين بحالة جيدة أو سيئة. كما شُيّدت في ذلك الطراز بعض المباني المدنية (مثل الجسور والقصور)، وإن كانت أقل عددًا مما بقي من المباني الدينية، وأيضًا مبانٍ عسكرية (الأسوار مثل سور آبلة والقلاع كقلعتي بيدراثا وسيبولبيدا والأبراج). هذا الجهد الكبير في البناء لا يمكن تفسيره إلا على ضوء القوة المتنامية التي كانت تتمتع بها مجتمعات الممالك المسيحية، والتي كانت قادرة حتى على انتزاع الموارد من ممالك الطوائف الإسلامية المتفرقة عن طريق دفع الجزية.
تطوّر الطراز الرومانسكي في وقت مبكر خلال القرنين العاشر والحادي عشر، قبل تأثير دير كلوني، وذلك في جبال البرانس الكتالونية والأراغونية، بالتوازي مع شمال إيطاليا، فيما يُعرف بـ"الرومانسكي الأول" أو "الرومانسكي اللومباردي". كان هذا الطراز بدائيًا جدًا، يتميز بالجدران السميكة، وغياب النحت، واستخدام الزخرفة الإيقاعية بالأقواس. ويتجلى هذا الأسلوب بوضوح في مجموعة الكنائس الرومانسكية في وادي بوئي، مثل كنيسة سان خوان دي بوئي، وسان كليمنتي دي تاول، وسانتا ماريا دي تاول، وقد تم تكريس الأخيرتين في سنة 1123.
تأثر الطراز الرومانسكي الكتالوني الأول تأثرًا كبيرًا بالفن الكارولنجي والفن الإسلامي في شبه الجزيرة الإيبيرية. وتُعدّ مؤسسة دير القديس بطرس في رودا (878-1022) نموذجًا بارزًا لهذا التأثير. في أوائل القرن الحادي عشر، نشطت الحركة المعمارية في كتالونيا بفضل مجموعات من المعلمين والبنّائين اللومبارديين الذين بنوا كنائس متشابهة التصميم في مختلف أنحاء الإقليم. وكان الراهب أوليبا، رئيس دير سانتا ماريا دي ريبوي(880-1032)، من أبرز الداعمين والمروجين لهذا الفن، حيث أمر بتوسعة الدير مضيفًا إليه واجهة أمامية تتوسطها برجَان، بالإضافة إلى جناح عرضي يحتوي على سبعة حنيات، زُيّنت من الخارج بزخرفة لومباردية تعتمد على الأقواس العمياء والشرائط العمودية. كما دعم أوليبا إصلاح ديرَي سان مارتين دي كانيخو (997-1026) وسان ميجيل دي فلوبيا (ابتداءً من 1017). غالبًا ما كانت هذه المباني تتألف من صحن أو أكثر مغطاة بقباب، مفصولة بأعمدة، وتضم أحيانًا رواقًا عند المدخل. وتُزيَّن الواجهات الخارجية دائمًا بأقواس عمياء، وزوايا بارزة، وأشرطة عمودية تُعرف باسم "ليسيناس". أما الأبراج فكانت تتميز بجمالها، وبعضها ملتصق بالمبنى، وبعضها الآخر منفصل، وغالبًا ما تكون مربعة الشكل، ونادرًا ما تكون دائرية كما هو الحال في برج سانتا كولوما في أندورا. انتشر هذا الطراز الرومانسكي اللومباردي أيضًا في مناطق أراجونية، حيث تأثرت الكنائس الريفية الصغيرة هناك بهذا الأسلوب، مع استمرار تأثير التقاليد الإسبانية المحلية عليها.
وصل الطراز الرومانسكي الكامل إلى شبه الجزيرة عبر طريق شنت ياقب، وهو أحدث الطرق الثلاث الكبرى للحج المسيحي، وقد نشأ بعد اكتشاف قبر في مدينة شنت ياقب في القرن التاسع، يُعتقد أنه يحتوي على رفات الرسول يعقوب الكبير. كان هذا الطراز ذا طابع دولي حقيقي، يستند إلى نموذج واحد هو دير كلوني، ويستخدم لغة معمارية مشتركة مع باقي أوروبا. ظهرت فيه الكنائس المخصصة للحج، المستوحاة من كنيسة سان سيرنين في تولوس، وتتكون عادة من ثلاث أو خمس بلاطات، وتصالب، وممشى مسقوف، وحنيات صغيرة، وشرفة علوية، وعقادة أو قباب متصالبة. يظهر فيه أيضًا نظام تناوب الأعمدة والدعائم، وزخرفة تعرف بـ"النقش المتشابك" أو "الرقعة الجاكية"، بالإضافة إلى وجود قبة في ملتقى الجناحين. وكان النموذج الإسباني البارز لهذا الطراز في القرن الثاني عشر هو كاتدرائية مدينة خاكا (1077-1130)، التي أصبحت مثالًا يحتذى به، وانتشر تأثيرها مع بعض التعديلات في المناطق التي استُعيدت من الحكم الإسلامي كلما تقدمت الممالك المسيحية نحو الجنوب.
في إسبانيا، لا يمكن التمييز بسهولة بين مدارس جغرافية معمارية كما هو الحال في فرنسا، لأن الأنماط المعمارية تظهر متداخلة. ومع ذلك، توجد أمثلة على مبانٍ تتبع بوضوح، ولو جزئيًا، بعض المدارس الفرنسية. منها المدرسة الأوفرنية، التي يُمثّلها في إسبانيا كاتدرائيّة شنت ياقب وبازيليكا سان بيسنتي في آبلة. ومنها المدرسة البويتيبينية، التي تظهر في كنيسة سانتو دومينجو في شورية، وهي من أبرز إنجازات الطراز الرومانسكي في إسبانيا، وكذلك في أغلب كنائس كتالونيا في القرن الثاني عشر، مثل سان بيري دي رودا وسان بيدرو دي جايجانس. أما المدرسة البيريجوردية، فيرتبط ما ينتمي إليها بمرحلة الانتقال نحو الطراز القوطي، حيث ظهرت ابتكارات فنية تأثرت بإصلاح الرهبنة السيسترسيَّة، مثل استخدام القباب فوق المقرنصات أو المحارات. من أمثلتها كوليجياتا دي تورو، باستثناء القبة التي تأثرت بالعمارة البيزنطية، ومجموعة الأبراج المرتفعة (الثيمبوريوس) المنتشرة في منطقة نهر الدويرو.
يُظهر الطراز الرومانسكي في إسبانيا تأثيرات من الأساليب المعمارية السابقة له، خاصة الفن الأستوري، إلى جانب الفن القوطي الغربي والفن الموثارابي أو فن إعادة التوطين. كما تأثر أيضًا بالفن الأندلسي أو الفن الإسلامي الإسباني والعمارة العربية، القريبة زمنيًا وجغرافيًا، لا سيما في عناصر مثل أسقف جامع قرطبة والأقواس متعددة الفصوص. تتجلى هذه التأثيرات في معالم مثل دير سان خوان دي دويرو في شورية، وكنيسة سان إيسيدورو في ليون، والكنيسة متعددة الأضلاع الفريدة، وهي كنيسة سانتا ماريا دي أوناتي بمنطقة نبرة، التي لا توجد لها سوى أمثلة قليلة مماثلة، مثل كنيسة دي لا بيرا كروث في شقوبية.
في مملكة ليون، ارتبط الطراز الرومانسكي بالتقاليد الأسترية، وبرزت فيه إنجازات معمارية مهمة مثل الغرفة المقدسة في أوبييدو، والكنيسة الملكية سانتا ماريا دي أرباس الواقعة في ممر باخاريس، وكنيسة كولادييا التي تميّزت بموضوعها غير المعتاد في زخرفة الكانيسيوس ذات الطابع الإيروتيكي وبساطة خطوطها المعمارية. وامتد الطراز الرومانسكي أيضًا نحو الشمال بطابع ريفي أكثر. ففي جليقية، يتجلى في كاتدرائيتي سانتا ماريا دي توي وسانتا ماريا دي لوجو. وفي منطقة قنطبرية، يظهر في كنائس سانتا ماريا دي بياسكا، والكنائس الجماعية سانتا كروث في كاستانيدا، وسيرباتوس، وسان مارتين دي إلينيس، وسانتا خوليانا دي سانتيانا ديل مار. أما في إقليم الباسك، فتبرز فيه معالم مثل مزار سيدة إستيباليس في أرجاندونيا، وبازيليكا سان برودينثيو في أرمينتيا.
في قشتالة وليون، ساد استخدام المخطط الباسيليكي المكوّن من ثلاث بلاطات، تكون فيه البلاطة الوسطى أعلى وأعرض، وتنتهي بثلاث حنيات خلفية. على الطرق اليعقوبية، كانت أبرز المباني الدينية تقع في المدن، مثل كاتدرائية خاكا المذكورة سابقًا، ودير سانتو دومينجو دي سيلوس في برغش، والبازيليكا الملكية سان إيسيدورو في ليون (رواق عام 1067)، وكنيسة سان مارتين دي تورس بفورميستا (1066-حوالي 1100)، وكاتدرائية شنت ياقب التي بدأ بناؤها سنة 1075. لكن توجد أيضًا أمثلة ريفية، حيث شُيّدت العديد من الكنائس الصغيرة ذات صحن واحد، مثل كنيسة سان إستيبان بكورويون، وسانتا مارتا دي تيرا، وشنت إشتيبن. في بعض المناطق، شهد الطراز الرومانسكي موجة بناء كبيرة، كما هو الحال في مقاطعة بالنثيا التي تحتوي على أكثر من ستمائة كنيسة موثقة. ويمتاز الطراز الرومانسكي في شقوبية بأبراجه المهيبة، ورواقه المكوَّن من أقواس تستند إلى أعمدة مفردة أو مزدوجة، وقد أدّت هذه الأروقة دورًا مهمًا في الحياة الحضرية خلال العصور الوسطى، كما في كنيسة سان إستيبان.
تتميّز مجموعة من الكنائس في منطقة ليون بأبراجها وقبابها المركزية الفريدة، ويُطلق عليها عادةً "مجموعة أبراج نهر الدويرو". من أبرز أمثلتها كاتدرائية سمورة (1151-1174)، والكنيسة سانتا ماريا الجماعية في تورو (1170–منتصف القرن الثالث عشر)، وكاتدرائية شلمنقة القديمة (نهاية القرن الثاني عشر–1236)، وكاتدرائية بلاسينثيا القديمة (بداية القرن الثالث عشر–القرن الخامس عشر). في بعض الكنائس والكاتدرائيات التي تعود إلى القرن الثالث عشر، تظهر ملامح الانتقال إلى الطراز القوطي، كما هو الحال في كاتدرائية سانتا ماريا في ثيوداد رودريجو أو كتدرائية السالبادور في آبلة. في منطقتي نَبَرَّةُ وأَرَغـُون، يظهر تأثير واضح لدير كلوني. ومن أبرز الكنائس الرهبانية هناك: سان خوان دي لا بينيا، وسان سالبادور دي لييري (كرّست عام 1057)، وسان بيدرو دي لاريديه، وسان ميجيل دي إستيا، وسان بيدرو دي أوليتي. وفي منطقة الرِّيُوخَة، يبرز دير سان مييان دي لا كوجويا. جميع هذه الكنائس ذات طابع ريفي، وتتميّز بصحن واحد، وحنية نصف دائرية، وأقواس عمياء في الزخرفة. وتكثر فيها الأبراج العالية والمربعة الشكل ذات النوافذ العلوية، والتي تذكّر بالمآذن الإسلامية. وفي أراجون، يبرز قصر لوارّيه الذي يعود إلى القرن الثاني عشر، وفي نَبَرَّةُ، يبرز القصر الملكي في إستيا.
في الجنوب تظهر تأثيرات الفن الإسلامي، ولكن حيث يُلاحظ هذا التأثير أكثر هو في الرومانسية الموريسكية أو «الرومانسية الطوبية»، وهو فن حضري تتميز معابده بهيكل الكنائس المسيحية وزخارف إسلامية. ومع ذلك، لم يكن هذا الفن محكومًا بالمفهوم المسيحي للحياة، حيث أن الذين بنوا هذه المعابد هم المتحولون، والمسلمون واليهود. تبرز كنائس ساوغون، وآريفيلا، وكويلار، وأولميدو، وتورو. على الرغم من أن الفن الموريسكي كان معاصرًا للطراز القوطي. في ما سيكون مملكة بلنسية، لا توجد مبانٍ رومانسية خالصة، حيث أن الإسترداد في القرن الثالث عشر، وتغير الذوق المعماري، جعل بعض المباني ذات التخطيط الروماني تُستكمل في فترة القوطية. مثال على ذلك هو كنيسة سان خوان ديل أسبيتال  في بلنسية، التي بدأت في عام 1238 من قبل النظام المستشفى بعد فتح مدينة بلنسية على يد خايمي الأول. تقريبًا جميع المباني الرومانسية الإسبانية التي تم الحفاظ عليها تم تصنيفها كـ «ممتلكات ثقافية ذات أهمية»، وقد ظهرت أبرزها في قائمة المعالم التاريخية الفنية عام 1931. تم إعلان مجموعتين كبيرتين كـ «تراث عالمي»: «طرق سانتياغو: طريق سانتياغو الفرنسي وطرق شمال إسبانيا» (1993، وتوسيعها في 2015) و«الكنائس الرومانسية الكاتالونية في وادي بوهِي» (2000). مركز دراسات الرومانية (CER) التابع لمؤسسة سانتا ماريا ريال - التي تأسست في عام 1994 والتي أصدرت «دليل الرومانية»، وهو عمل استمر ثلاث عقود لتوثيق جميع الشهادات الرومانسية في شبه الجزيرة الإيبيرية (أكثر من 9000) وقد وصل بالفعل إلى 55 مجلدًا، وتم تأكيده بشهادة جائزة أوروبا نوسترا في «2003»- أطلق في الفترة من 3 نوفمبر إلى 28 ديسمبر 2008 مسابقة «عجائب الرومانية الإسبانية» لاختيار المباني السبع المفضلة من قبل مستخدمي الإنترنت. بعد اختيار أولي من قبل فريق من الخبراء، تم اختيار المباني التالية (حسب الترتيب): كوليجاتا سان إيسيدورو في ليون، وكاتدرائية سانتياغو دي کومبوستيلا، وكاتدرائية سالامانكا القديمة، وراهبات سان خوان دي ديرو، وسان خوان دي لابينا وسانتو دومينغو دي سيلوس وقلعة لوار. بدأ الطراز القوطي في إسبانيا نتيجة للتواصل المتزايد مع أوروبا الوسطى والشمالية في القرن الثاني عشر، عندما كانت الرومانسية المتأخرة تتعايش مع طراز الانتقال مثل العمارة السيسترسيّة وبعض تعبيرات القوطية الخالصة، مثل كاتدرائية أفيلّا؛ هذه والأخرى في كونكا هما الأقدم للطراز. يأتي القوطية الكاملة بكل قوتها عبر طريق سانتياغو في القرن الثالث عشر، مع إنشاء بعض من أروع الكاتدرائيات القوطية التي تأثرت بالفن الفرنسي: كاتدرائيات بورغوس وليون وطلقة. بعد القرن الثالث عشر، امتد الطراز مع متغيرات محلية مبدعة مثل القوطية اللفانتينية والقوطية الإيزابيلية. القوطية اللفانتينية، التي ازدهرت في القرن الرابع عشر، تتميز بإنجازاتها الهيكلية وتوحيد المساحات، وأبرز أعمالها هي كاتدرائية بالما دي مايوركا، ومقايضة الحرير في بالنسية، وكنيسة سانتا ماريا ديل مار في برشلونة. قام غويليرمو بوفيل في كاتدرائية جيرونا بعمل جريء للغاية من خلال توحيد الممرات الثلاثة في المذبح في واحدة واسعة للغاية.
في كاستيا في القرن الخامس عشر، أدت العلاقة التجارية والسياسية الوثيقة مع شمال أوروبا إلى دعوة المهندسين المعماريين مثل خوان وسمون دي كولونيا، وهانيكين دي بروجس، و خوان غواس وإنريكي إيغاس الذين أنشأوا مدرسة تتكيف مع الحساسية المحلية. استمر العمل في آخر الكاتدرائيات القوطية الكبرى (إشبيلية، وسلامنكا الجديدة، وسيغوفيا). القوطية الإيزابيلية، التي سميت بذلك بسبب تزامنها مع فترة حكم الملوك الكاثوليك، تمثل انتقالًا إلى عصر النهضة، ولكن في نفس الوقت كانت مقاومة قوية للتخلي عن المبادئ القوطية التقليدية. أعمالها الرائعة هي سان خوان دي لوس رييس في توليدو، وكابيلا ريال في غرناطة، وكراتوشا دي ميرافلوريس في بورغوس. الحدود الزمنية والشكليه مع الطراز البلاطيري المتزامن غير دقيقة.
في إسبانيا، بدأت النهضة مرتبطة بالأشكال القوطية في العقود الأخيرة من القرن الخامس عشر. بدأ الطراز ينتشر بشكل رئيسي على يد المهندسين المعماريين المحليين: وهذا هو السبب في وجود طراز معماري نهضوي محدد إسباني، الذي جمع بين تأثيرات العمارة من جنوب إيطاليا، في بعض الأحيان عبر كتب مزخرفة ولوحات، مع التقاليد القوطية وخصوصيات المكان. الطراز الجديد يسمى «بلاطيريسكو»، بسبب واجهاته المزخرفة بشكل مبالغ فيه، التي تذكر الأعمال المعقدة للصائغين. تم الجمع بين الأوامر الكلاسيكية والدعائم المعمارية مع الحرية في تشكيلات متناظرة.
في هذا السياق، كان قصر كارلوس الخامس الذي أنجزه بيدرو ماتشوتش في غرناطة إنجازًا غير متوقع ضمن أرقى أنواع النهضة في تلك الحقبة. يمكن وقلعة لوار القصر كمقدمة للطراز المانييري، بفضل تعظيمه للغة الكلاسيكية وإنجازاته الجمالية المتمردة. تم بناؤه قبل الأعمال الرئيسية لميغيل أنخيل وبالاديو. كان تأثيره محدودًا وسوء فهمه، حيث كانت الأشكال البلاطيرية هي التي سادت في المشهد العام. مع مرور العقود، انخفض تأثير القوطية ووصل البحث عن الكلاسيكية المتزمتة إلى مستويات عالية. على الرغم من أن بلاطيريسكو هو مصطلح يُستخدم بشكل شائع لتعريف أغلب الإنتاج المعماري في نهاية القرن الخامس عشر والنصف الأول من القرن السادس عشر، إلا أن بعض المهندسين المعماريين قد تبنوا ذوقًا أكثر تواضعًا، مثل دييجو رودريغث دى سيلفا إي بيلاثكيت، ورودريجو خيل دي أونتانيون، غاسبار دي فيجا. من الأمثلة على البلاطيريسكو هي واجهات جامعة سلامنكا و «هوستال سان ماركوس» في ليون.
تُمثل قمة النهضة الإسبانية في دير إسكوريال الملكي، الذي أنجزه خوان باوتيستا دي توليدو وخوان دي هيريرا، حيث تم التغلب على التمسك المبالغ فيه بالفن الروماني القديم بواسطة أسلوب بسيط للغاية. تأثير الأسطح والأسطح الطوبوية الفلمنكية والنورث أوروبية، والرمزية الزخرفية المحدودة وقوة قطع الجرانيت الدقيقة قد وضعت الأساس لطراز جديد، هو الطراز الهريري، الذي استمر لعدة سنوات
بأسلوب أقرب إلى أسلوب المانيريزمو، يُختتم القرن بوجود معماريين مثل أندريس دي فانديلفيرا (كاتدرائية خاين).
العمارة الباروكية في إسبانيا
عندما وصلت التأثيرات الباروكية الإيطالية إلى إسبانيا، بدأت تدريجياً تحل محل الذوق الكلاسيكي المتقشف الذي كان رائجًا منذ القرن السادس عشر. ففي وقت مبكر من عام 1667، تُظهر واجهات كاتدرائية غرناطة التي صممها ألونسو كانو، وكاتدرائية خاين التي صممها إيفراسيو لوبيز دي روخاس، مدى سهولة تفسير الرموز التقليدية للكاتدرائيات الإسبانية على الطريقة الباروكية.
ويحتفظ الطراز الباروكي المحلي بجذوره في أسلوب هيريرا، وفي البناء التقليدي بالطوب الذي تطور في مدريد خلال القرن السابع عشر (مثل بلازا مايور ومبنى بلدية مدريد).
على عكس الباروك في أوروبا الشمالية، يسعى الفن الإسباني في تلك الحقبة إلى إرضاء الحواس أكثر من العقل. وقد تمردت عائلة تشوريغيرا، التي تخصصت في تصميم المذابح والمنابر، على رصانة الكلاسيكية الهيريرية، وروّجت لأسلوب زخرفي معقد، ومبالغ فيه، وأقرب إلى الطابع المزاجي أو المتقلب، عُرف باسم "الأسلوب التشوريغيريسكي". وخلال نصف قرن، حوّلوا مدينة سلامنكا إلى نموذج مثالي لهذا الطراز.
مرّ تطور هذا الأسلوب بثلاث مراحل. بين عامي 1680 و1720، قامت عائلة تشوريغيرا بنشر استخدام مزيج العمود الحلزوني المستوحى من غواريني والنظام المركب، وهو ما أصبح يُعرف باسم "النظام الأسمى". بين عامي 1720 و1760، أصبح العمود التشوريغيريسكي أو الـ"إستيبيت"، الذي يتخذ شكل مخروط أو مسلة مقلوبة، العنصر الرئيسي في الزخرفة الزخرفية. أما في الفترة من 1760 إلى 1780، فقد حدث تحول تدريجي في الاهتمام من الزخرفة المفرطة والملتوية إلى التوازن والبساطة الكلاسيكية الجديدة.
اثنان من أروع الإبداعات في الباروك الإسباني هما واجهتا جامعة بلد الوليد (دييغو تومي، 1719) ومأوى سان فرناندو في مدريد (بيدرو دي ريبيرا، 1722)، حيث تبدو الفخامة المتعرجة في تصميمهما وكأنها تنبئ بأعمال أنطونيو غاودي وحركة الحداثة (modernismo).
في هذين المثالين، وفي حالات كثيرة أخرى، يتضمن التصميم تلاعبًا في الأسقف والعناصر الزخرفية التي لا ترتبط كثيرًا بالبنية أو الوظيفة المعمارية.
ومع ذلك، يقدم الطراز الباروكي التشوريغيريسكي بعضًا من أروع التوليفات بين الضوء والفضاء، كما هو الحال في دير لا كارتوخا في غرناطة، والذي يُعد ذروة الأسلوب التشوريغيريسكي عند تطبيقه على المساحات الداخلية، وكذلك في "الشفاف" (el transparente) في كاتدرائية طليطلة من تصميم نارسيسو تومي، حيث تتكامل النحت والعمارة لتحقيق تأثير ضوئي درامي مذهل.
يستحق كل من القصر الملكي في مدريد والمنشآت الواقعة على ممشى برادو (صالون برادو وبوابة ألكالا)، وجميعها في مدريد أيضًا، أن تُذكر. فقد شُيّدت على الطراز الباروكي الدولي الرصين، الذي كثيرًا ما يُخلط بينه وبين الطراز الكلاسيكي الجديد، وذلك في عهد الملكين البوربونيين فيليبي الخامس وكارلوس الثالث.
وتُعد القصور الملكية في لا غرانخا دي سان إلديفونسو في مدينة شقوبية، وقصر أرانخويث في مدريد، أمثلة بارزة على تكامل العمارة والحدائق في الباروك، مع تأثير فرنسي واضح (حيث تُعرف لا غرانخا بـ"فرساي الإسبانية")، لكن مع تصور فضائي محلي يُظهر، إلى حدٍّ ما، إرثًا من الحقبة الإسلامية.
أما طراز الروكوكو، فقد تم إدخاله إلى إسبانيا لأول مرة في واجهة الكاتدرائية الغربية في مدينة مورسيا، عام 1733. كما تبرز في منطقة ليفانتي الزخرفة الغنية لباب قصر ماركيز دوس أغواس في فالنسيا، والذي صمّمه الرسام والنقاش إيبوليتو روفيرا (1740-1744). ويُعتبر المعمار الإسباني فينتورا رودريغيث أفضل ممثل لهذا الأسلوب، حيث كان مسؤولاً عن بناء المصلى المقدس لعذراء ديل بيلار (1750) داخل معبد سيدة ديل بيلار في مدينة سرقسطة.
العمارة الاستعمارية الإسبانية
كان الطراز المعماري الاستعماري الإسباني هو السائد في أولى الأراضي الإسبانية في الأمريكتين، وكذلك في الفلبين. ويتميّز هذا الأسلوب بالتباين بين البنية البسيطة والمتينة التي تفرضها طبيعة الأراضي الجديدة، والزخرفة الباروكية القادمة من إسبانيا. وتُعد المنطقة الاستعمارية في سانتو دومينغو، التي تأسست عام 1498، أقدم مدينة غربية في نصف الكرة الأرضية الغربي.
يمكن أن تفسر مزج التأثيرات الزخرفية للأمريكيين الأصليين والعرب، مع تفسير تعبيري للأسلوب التشوريغيريسكي، التنوّع والشدة التي تميز الباروك في المستعمرات الأمريكية التابعة لإسبانيا.
بل وأكثر من نظيره الإسباني، تطوّر الباروك الأمريكي كأسلوب زخرفي يعتمد على الجصّ (الاستوكو). أما الواجهات ذات الأبراج المزدوجة في العديد من الكاتدرائيات الأمريكية من القرن السابع عشر، فتمتد جذورها إلى الطراز القوطي في العصور الوسطى. ولم يظهر الباروك الكامل إلا في عام 1664، عندما بنى اليسوعيون مزارهم في ساحة الأسلحة بمدينة كوسكو.الباروك البيروفي يتميّز بفخامته الفائقة، كما يتجلى في كنيسة ودير سان فرانسيسكو في ليما (1673)، التي تعرض واجهة داكنة ومعقدة للغاية تقع بين برجين توأمين.
وفي حين أن الباروك الريفي في البعثات اليسوعية (estancias) في قرطبة (الأرجنتين) اتبع نموذج كنيسة إل جيزّو في روما، فقد ظهرت أساليب إقليمية "هجينة" (mestizos) في مدن أريكويبا، بوتوسي، ولا باز.
وفي القرن الثامن عشر، استلهم المعماريون في المنطقة من فن الموديخار (Mudejar) الإسباني في العصور الوسطى. وقد ظهر طراز واجهات الباروك المتأخر لأول مرة في كنيسة سيدة الرحمة في ليما (1697-1704). وبشكل مشابه، تبدو واجهة كنيسة الرفقة في كيتو (1722-1765) وكأنها منبر غني منحوت بكثرة، ومليء بالأعمدة الحلزونية الزخرفية.
في الشمال، أنتجت أغنى مقاطعات القرن الثامن عشر، إسبانيا الجديدة — التي تضم حالياً المكسيك، وأمريكا الوسطى، وولايات تكساس، ونيو مكسيكو، وكاليفورنيا، وأريزونا في الولايات المتحدة — طرازًا معماريًا يتميّز بالبذخ المفرط والحيوية البصرية الفائقة، يُعرف باسم التشوريغيريسكي المكسيكي.
ويُعتبر هذا الأسلوب من أقصى أشكال الباروك تطرفًا، وبلغ ذروته في أعمال لورينزو رودريغيث، الذي تُعد تحفته الفنية مذخر الكاتدرائية الكبرى في مدينة مكسيكو (1749-1769) أبرز مثال عليه.
ومن الأمثلة الأخرى البارزة توجد كنائس في بلدات تعدين نائية، مثل مزار أوكوتلان (بدأ بناؤه عام 1745)، الذي يُعد كاتدرائية باروكية من الطراز الأول، حيث تغطي واجهته بلاطات حمراء لامعة، تتباين مع وفرة من الزخارف المضغوطة المطبّقة بسخاء على الواجهة وجانبي الأبراج.
أما العاصمة الحقيقية للباروك المكسيكي فهي بوبيلا، حيث أدت وفرة البلاط المزخرف يدويًا والحجر الرمادي المحلي إلى تطوّر طراز شخصي ومحلي للغاية من هذا الأسلوب، يحمل طابعًا هنديًا واضحًا.
في الشمال، كانت المقاطعة الأكثر ثراءً في القرن الثامن عشر، نيو إسبانيا، التي هي الآن المكسيك، وأمريكا الوسطى، وولايات تكساس ونيو مكسيكو وكاليفورنيا وأريزونا في الولايات المتحدة، قد أنتجت طرازًا معماريًا فاخرا للغاية وصاخب بصريًا يعرف بالباروكية التشوريغيريسكا المكسيكية. هذه الطراز الباروكي المتطرف يصل إلى ذروته في أعمال لورنزو رودريغيز، التي تعتبر تحفته هي الساغراريو متروبوليتانو في مدينة المكسيك (1749-1769). توجد أمثلة بارزة أخرى في القرى النائية للمناجم. على سبيل المثال، يبدأ بناء ملاذ أوكوتلان في عام 1745، وهو كاتدرائية باروكية من الدرجة الأولى، حيث يغطي سطحها بلاط أحمر لامع يتناقض مع مجموعة من الزخارف المضغوطة المطبقة بسخاء على الواجهة والأبراج. عاصمة الباروكية المكسيكية الحقيقية هي بويبلا، حيث أدت وفرة البلاط اليدوي والصخور المحلية الرمادية إلى تطور أسلوب شخصي ومحلي للغاية، مع نكهة هندية بارزة.
في أعمال بعض المعماريين،تمكنت الموافقة الرسمية من التعايش مع التقدم في التصميم المعماري،كما هو الحال مع لويس غوتييريز سوتو،الذي كان مهتمًا بالأنماط المعمارية والتوزيع العقلاني للمساحات.تميزت أعماله الغزيرة بقدرتها على التناوب بسهولة بين إعادة اكتشاف الأساليب التاريخية واعتماد طراز عقلاني.كذلك الأمر بالنسبة للتكليفات التي تلقاها فرانسيسكو دي أسيس كابريرو من النقابات العمودية (Sindicatos Verticales).
كما تستحق إنجازات لويس مويا بلانكو في بناء القباب المصنوعة من الطوب أن تُذكر،إذ إن اهتمامه بالبناء التقليدي باستخدام الطوب قاده إلى دراسة معمقة للإمكانات الشكلية الحديثة لهذا المادة،و كان من أبرز ما استخدمه القبة التابيكادا (bóveda tabicada).
في العقود الأخيرة من حياة فرانكو،برز جيل جديد من المعماريين الذين أعادوا بقوة إحياء إرث مجموعة GATEPAC،حيث كان أليخاندرو دي لا سوتا رائدًا في هذا الاتجاه الجديد، كما قام معماريو الجيل الشاب مثل فرانسيسكو خافيير ساينث دي أويسا،فرناندو هيغيراس،وميغيل فيساك بدراسة وتطوير نماذج سكنية جماعية ومسبقة الصنع،وغالبًا في ظل ميزانيات متواضعة.

## العمارة المعاصرة
نهاية القرن العشرين
جلبت وفاة فرانكو وعودة الديمقراطية موجة جديدة من التفاؤل المعماري إلى البلاد في أواخر السبعينيات وطوال الثمانينيات.وأصبح الإقليمية النقدية (regionalismo crítico) المدرسة السائدة في مجال العمارة الجادة.
وقد شكّل تدفق الأموال من الاتحاد الأوروبي،و ازدهار السياحة،وانتعاش الاقتصاد أرضًا خصبة لازدهار العمارة الإسبانية.و ظهر جيل جديد من المعماريين من بينهم إنريك ميراييس،كارمي بينيوس،و المهندس المعماري والإنشائي سانتياغو كالاترافا.
كما ساهمت دورة الألعاب الأولمبية في برشلونة ومعرض إكسبو في إشبيلية،وكلاهما أقيما عام 1992،في تعزيز السمعة الدولية لإسبانيا بشكل كبير،إلى حد أن العديد من المعماريين من دول تعاني من الركود انتقلوا إلى إسبانيا للمشاركة في هذا الازدهار المعماري.
وفي اعترافٍ بدور مدينة برشلونة في دعم العمارة،قام المعهد الملكي للمعماريين البريطانيين (RIBA) بمنحها الميدالية الذهبية الملكية عام 1999،وهي المرة الأولى في التاريخ التي تُمنح فيها هذه الجائزة لمدينة بدلًا من فرد.
استطاعت مدينة بيلباو جذب مؤسسة سولومون آر.غوغنهايم لبناء معرض فني جديد،افتتح أبوابه عام 1997. وقد صُمم متحف غوغنهايم في بيلباو على يد المعماري فرانك غيري بأسلوب التفكيكية (Deconstructivism)،ليصبح معلمًا عالميًا شهيرًا.
أصبح المتحف رمزًا للعمارة الأيقونية،وساهم بشكل كبير في تعزيز المكانة العالمية لمدينة بيلباو.وقد أدى هذا النجاح في استخدام العمارة كوسيلة لتحفيز التنمية الحضرية والاقتصادية إلى صياغة مصطلح في مجال التخطيط العمراني يُعرف باسم "تأثير بيلباو" (Bilbao Effect).
القرن الواحد و العشرون
في عام 2003،افتتح صاحب السمو الأمير دي أستورياس، دون فيليبي دي بوربون،في مدينة سانتا كروث دي تينيريفي (جزر الكناري)،المبنى الحديث لـ"أوديتوريو دي تينيريفي"، والذي صممه المهندس المعماري سانتياغو كالاترافا.وقد حضر هذا الحدث عدد من المراسلين والصحف من مختلف أنحاء العالم.
وفي عام 2006،فازت القاعة الرابعة (Terminal 4) في مطار مدريد-باراخاس،التي صممها ريتشارد روجرز،وأنطونيو لاميلا،ولويس فيدال،بجائزة ستيرلنغ المعمارية.
وفي أبريل 2007،حصل متحف الفن المعاصر في قشتالة وليون (MUSAC)،الواقع في مدينة ليون،والذي صممه المعماريان إميليو تونيون و لويس إم مانسيلا،على جائزة ميس فان دير روه للهندسة المعمارية المعاصرة من الاتحاد الأوروبي،وهي الجائزة ذاتها التي سبق وأن فاز بها مبنى كورسال في سان سيباستيان من تصميم رافائيل مونيو في عام 2001.
أما برج أغبار،فهو ناطحة سحاب تقع في برشلونة،من تصميم المهندس المعماري الفرنسي جان نوفيل.يبلغ ارتفاع البرج 144.4 متراً،ويتكون من 38 طابقاً،منها 4 طوابق تحت الأرض.ويجمع تصميمه بين مجموعة من المفاهيم المعمارية المختلفة،نتج عنها هيكل مدهش مشيّد من الخرسانة المسلحة،ومغطى بواجهة زجاجية تحتوي على أكثر من 4,400 نافذة مدمجة في الخرسانة الهيكلية.
في الفترة من 12 فبراير إلى 1 مايو 2006،خصص متحف الفن الحديث في نيويورك (MoMA) معرضًا بعنوان "في الموقع: العمارة الجديدة في إسبانيا" لتسليط الضوء على الطفرة المعمارية الحديثة في إسبانيا.
وقد وصف المتحف إسبانيا بأنها أصبحت،خلال السنوات الأخيرة، مركزًا عالميًا للابتكار والتميز في مجال العمارة،وهو ما تؤكده مشاركة سبعة من الفائزين ب جائزة بريتزكر (رافائيل مونيو،ألفارو سيزا،توم ماين،زها حديد،جاك هرتزوغ،بيير دي مورون،وفرانك غيري،وريم كولهاس) في المعرض.
تيرينس رايلي،المسؤول عن قسم العمارة والتصميم في MoMA،والذي ودّع المتحف بهذه المعرض،صرّح قائلاً:
"لا يوجد نمط معماري إسباني محدد،هذا غير موجود.لكن ما يوجد فعليًا في إسبانيا اليوم هو نسبة عالية جدًا من الجودة في المشاريع المعمارية،أكثر من أي مكان آخر في العالم، من وجهة نظري.في إسبانيا تُنفَّذ الكثير من المشاريع،وفي الصين أكثر. ولكن،بينما تكاد تفتقر الصين إلى مشاريع مثيرة للاهتمام،نجد أن في إسبانيا هناك وفرة منها."
في مدريد،تم بناء أربعة ناطحات سحاب بين عامي 2006 و2009،ويبلغ ارتفاع أطولها 250 مترًا.تقع هذه الأبراج في المنطقة التجارية "كواترو تورّيس" (Cuatro Torres Business Area)،وتُعد برج كاخا مدريد (Torre Caja Madrid) —التي صممها المعماري الشهير نورمان فوستر (Norman Foster)— أعلى ناطحة سحاب في إسبانيا.
وفي أستورياس،تم افتتاح المركز الثقافي الدولي أوسكار نيماير في عام 2011،وهو العمل الوحيد للمعماري البرازيلي الشهير أوسكار نيماير في إسبانيا.يتكون المركز من خمس وحدات معمارية:
1. ساحة كبيرة مفتوحة
2. قبة
3. قاعة حفلات (أوديتوريو)
4. برج مراقبة
5. مبنى متعدد الاستخدامات

## العمارة الكلاسيكية الجديدة
لم يحقق النهج العقلي المفرط للكلاسيكية الجديدة نفس النجاح في إسبانيا كما فعل الباروكو الأكثر تعبيرًا. وقد انتشرت الكلاسيكية الجديدة الإسبانية انطلاقًا من الأكاديمية الملكية للفنون الجميلة في سان فرناندو، التي تأسست عام 1752. وكان أبرز رموزها خوان دي بيّانويبا، الذي قام بتكييف أفكار إدموند بيرك حول الجمال والجلال لتناسب متطلبات المناخ والتاريخ المحلي.
شيد متحف برادو (الذي كان من المفترض في البداية أن يكون مقرًا لمجلس العلوم)، وجمع فيه بين ثلاثة عناصر: أكاديمية، قاعة محاضرات، ومتحف، في مبنى ذي ثلاث مداخل منفصلة.
كان متحف برادو جزءًا من البرنامج الطموح للملك كارلوس الثالث، الذي سعى لتحويل مدريد إلى عاصمة للفنون والعلوم.
وبالقرب من المتحف، بنى بيّانويبا المرصد الفلكي في حديقة ريتيرو، والحديقة النباتية، وكلها ضمن محور باسيّو ديل برادو، الذي يضم أيضًا نافورتي نبتون وسيبيليس الشهيرتين (من تصميم فينتورا رودريغيث)، وينتهي بـمستشفى وكلية الجراحة الملكية لسان كارلوس.
صمم أيضًا بعض إقامات الملوك الصيفية في إل إسكوريال وأرانخويث، وأعاد بناء ساحة مايور في مدريد، إلى جانب أعمال مهمة أخرى.
وقد نشر تلامذته، أنطونيو لوبيث أجوادو وإيسيدرو جونثاليث بيلاسكيز، هذا الطراز في وسط البلاد.

## العمارة الحديثة
الانتقائية
العمارة الانتقائية هي تلك التي تجمع بين عدة أساليب في مبنى واحد، دون الالتزام بنظام معماري واحد. وصلت هذه الحركة إلى إسبانيا في السنوات الأخيرة من القرن التاسع عشر. ومن أهم المباني الانتقائية قصر الاتصالات في مدريد، الذي صممه أنطونيو بالاثيوس وخواكين أوتامندي، وتم افتتاحه عام 1909.
النزعة التاريخية
وصلت إلى أوروبا في القرن التاسع عشر النزعة التاريخية، وأبرز أنماطها هما الطراز القوطي الجديد والطراز الرومانسكي الجديد.
من القوطي الجديد، تبرز أعمال مثل: قصر الأسقفية في أستورغا، قصر سوبريانو في كوميّاس، واجهة كاتدرائية برشلونة، كاتدرائية سان كريستوبال دي لا لاغونا في تنريفه، وكاتدرائية الروح القدس في تاراسا.
وصلت إلى أوروبا في القرن التاسع عشر النزعة التاريخية، وأبرز أنماطها هما الطراز القوطي الجديد والطراز الرومانسكي الجديد.
من القوطي الجديد، تبرز أعمال مثل: قصر الأسقفية في أستورحا، قصر سوبريانو في كوميّاس، واجهة كاتدرائية برشلونة، كاتدرائية سان كريستوبال دي لا لاجونا في تنريفه، وكاتدرائية الروح القدس في تاراسا.
النيو-موديخار
ي أواخر القرن التاسع عشر، نشأت في مدريد حركة معمارية جديدة: إحياء عمارة الموديخار، وسُمّي هذا الطراز بـالنيو-موديخار، وسرعان ما انتشر إلى مناطق أخرى.
رأى معماريون مثل إميليو رودريجيث أيّوسو أن فن الموديخار يُمثل أسلوبًا فريدًا ومميزًا لإسبانيا.
بدأ بناء المباني باستخدام بعض خصائص هذا الطراز القديم، مثل الأقواس على شكل حدوة الحصان، واستخدام الزخارف المجردة من الطوب في الواجهات.
أصبح هذا الطراز شائعًا، خاصة في بناء ساحات مصارعة الثيران وغيرها من المباني العامة، وكذلك في بناء المساكن بسبب استخدام مواد بناء رخيصة، وعلى رأسها الطوب في الواجهات الخارجية.
ومن أبرز الأمثلة: واجهة كاتدرائية ترويل، والسلم الكبير في نفس المدينة من تصميم أنيثيتو ماريناس، وحلبة مصارعة الثيران في لاس فينتاس في مدريد.
الرومانية الحديثة
تم تطويرها بشكل اساسي في أستورياس و الاجزاء الداخلية من كتالونيا
القوطية الجديدة
تبنّت برشلونة هذا الطراز بحماسة في سعيها لإيجاد هوية جديدة، وأصبحت المركز الرئيسي له، كجزء من عملية ترميم رومانسية للمدينة القديمة، بتمويل من البرجوازية التي ازدادت ثراءً نتيجة فوائد الثورة الصناعية.
بُنيت كاتدرائية برشلونة على الطراز القوطي بين عامي 1298 و1420، غير أن الواجهة والقبة تعودان إلى تجديد بأسلوب قوطي جديد تم بين عامي 1882 و1913، حيث اكتملت القبة في نهايته.
وبالقرب منها يقع جسر الأسقف الشهير (Pont del Bisbe)، الذي بُني عام 1928.
ومن أبرز المعماريين في هذا السياق إنريك سانييه، ومن أهم أعماله:
معبد التكفير عن القلب الأقدس (1902–1961)،
كنيسة بومباي (1907–1910)،
منزل الدكتور جينوفي (1911)،
ومبنى صندوق التوفير في برشلونة (1914–1917).
العمارة الزجاجية والحديدية
أدى الإنتاج الضخم للحديد والزجاج في القرن التاسع عشر إلى فتح آفاق جديدة للمعماريين لتطوير أساليب بناء مبتكرة. في عام 1851، كان افتتاح "قصر الكريستال" بمثابة نقطة تحول في عالم البناء، حيث وضع الأسس لأسلوب جديد في التشييد يتميز بالسرعة والخفة، ويتناسب مع الاستخدامات الجديدة مثل البيوت الزجاجية.
في وقت لاحق، شهدت مدينة برشلونة تعزيزًا لهذه الفكرة من خلال استضافة المعرض العالمي لعام 1888، مما أدى إلى بناء معالم بارزة مثل نصب كولومبوس، والبيت الزجاجي (أمبراكولو)، والبيت الشتوي (إيفيرناكولو)، وجسر الحديد في حي بارسلونيتا (الذي لم يعد موجودًا الآن).
من أبرز الأمثلة على هذا النمط المعماري: سوق إل بورن (1876) وسوق سان أنطونيو (1882) في برشلونة، بالإضافة إلى قصر الكريستال في منتزه ريتيرو (1887) وقصر الكريستال في أرجانزويلا (1924) في مدريد.
الحداثة
في إسبانيا، كان الحداثة مركزها في برشلونة. عندما توسعت مدينة برشلونة خارج حدودها التاريخية، نشأ الإنسانشي على يد إلديفونسو سيردا، حيث تطور فيه ما يسمى بالـ الحداثة الكتالونية أو الموديرنيزم. كسر الموديرنيزم الأنماط السابقة واستلهم الأشكال العضوية، كما فعل الفن الحديث في فرنسا والأسلوب الشبابي في ألمانيا. المعماري الأشهر في هذه الحركة هو أنتوني غاودي، الذي تُعد أعماله في برشلونة (الكنيسة العائلية المقدسة، حديقة غويل، منزل ميلا ومنزل باتيو) من أبرز معالم المدينة. كما أن له أعمالًا أخرى في أماكن مختلفة من إسبانيا (قصر غاودي، منزل بوتينيس، والقصر الأسقفي في أستوريغا) حيث مزج بين العمارة التقليدية وأساليب جديدة، ليكون من رواد العمارة الحديثة.
كان هناك أيضًا معمارون كتالونيون بارزون آخرون في تلك الفترة مثل لويس دومينيك مونتانير وجوسيب بويغ وكادا فالخ.
كما تطورت الحداثة في مدن أخرى من كتالونيا مثل تاراسا (ماسية فريشا ومصنع بخار أيشيريش، أماط وخوافير) وريوس (منزل نافاس)، وفي بقية إسبانيا مثل تيرويل (منزل الطوريكو أو منزل المدريليانا)، وسرقسطة (كازينو تجاري أو كشك الموسيقى)، وكوميللاس، حيث يمكن، بالإضافة إلى قصر غاودي، رؤية الجامعة البابوية في كوميللاس، وفي مليلية المدينة التي تقع عبر المضيق، من تصميم إنريكي نييتو، والتي تحتوي على العديد من المباني الحديثة، مما جعلها ثاني مدينة في إسبانيا من حيث عدد المباني الحديثة وآرت ديكو.
العمارة في القرن العشرين
الحركة الحديثة بين 1920-1939
في عام 1928، تم إنشاء مجموعة جاتكباك في برشلونة، تلاها تأسيس غاتيباك (1930) من قبل معمارين من سرقسطة، مدريد، سان سيباستيان وبيلباو، مما أسس مجموعتين من المعماريين الشباب الذين اتبعوا مبادئ العمارة الحديثة في إسبانيا. ومن بين هؤلاء المعماريين جوسيب لويس سيرت، فيرناندو غارسيا ميركادال، خوسيه مانويل آيزبرو وخواكين لابايين، الذين نظموا أنفسهم في ثلاث مجموعات إقليمية.
استكشف معمارون آخرون الأسلوب الحديث من وجهات نظر خاصة بهم: كاستو فرنانديز شو الذي عمل بشكل رؤيوي تقريبًا على الورق فقط، وخوسيه أنطونيو كوديرش الذي دمج بين السكن المتوسطي والمفاهيم الجديدة للأسلوب، ولويس غوتيريز سوتو الذي تأثر بشدة بالاتجاهات التعبيرية.
في المعرض الدولي لعام 1929 في برشلونة، أصبح الجناح الألماني المصمم من قبل مييز فان دير روه وليلي رايش أيقونة فورية؛ حيث دمج الحد الأدنى وأفكار الوفاء بالمواد مع تأثيرات من دي ستايل في معالجة المسطحات في الفضاء. كان السقف الشهير يبدو معلقًا فوق المشاهدين دون دعائم ظاهرة.
عمارة فترة فرانكو 1939-1975
عمارة الاكتفاء الذاتي 1939-1959
تم تطوير العمارة الفرانكوية بشكل رئيسي في المرحلة الأولى من ديكتاتورية فرانسيسكو فرانكو (1939-1959)، خلال فترة الاكتفاء الذاتي، ولهذا يُطلق عليها عمارة الاكتفاء الذاتي. تتميز هذه العمارة برفض عام للـ المنهج العقلاني (الذي كان شائعًا خلال الجمهورية الثانية) وبإعادة تفسير الأساليب التاريخية للإمبراطورية الإسبانية بشكل انتقائي. على وجه الخصوص، كانت تعتمد على الأسلوب الهيريري، وكان الأسلوب النيوهيريري هو التيار الرئيسي في هذه الفترة، وبدرجة أقل كان النيواكلاسيكية على طراز خوان دي فيلانويفا. وكان يعرف في بدايته بالأسلوب الإمبراطوري. كما كانت هناك بعض التأثيرات العقلانية من خلال استنساخ العمارة في ألمانيا النازية وإيطاليا الفاشية. تأثرت عمارة الاكتفاء الذاتي أيضًا بالمشاكل الاقتصادية الكبيرة التي واجهت إسبانيا بعد الحرب، بالإضافة إلى الحاجة إلى إعادة بناء البلاد. كما كانت تحمل بعدًا إيديولوجيًا كبيرًا.
من أبرز المباني التي تمثل عمارة الاكتفاء الذاتي مجمع مونكلوا في مدريد، وادي الشهداء، مبنى إسبانيا والجامعة العمالية في جيجون.
تم إدخال تدريجيًا خلال الخمسينيات وخاصة في الستينيات أشكال ومفاهيم معمارية أكثر تقدمية.
في عام 2017، حصل فريق ار سي ار المكوَّن من كيرم بيجم، رامون بيلالتا ورافائيل أرندا على جائزة بريتزكر.

## العماره الشعبية
نظرًا للاختلافات الكبيرة في المناخ والطبيعة الطوبوغرافية في البلاد، فإن العمارة العامية تتميز بتنوع واسع. حيث تُستخدم مواد مثل الحجر الجيري، والأردواز، والجرانيت، والصلصال (سواء كان محروقًا أو غير محروق)، والخشب، أو القش في مختلف المناطق بحسب توفرها. كما تختلف الهياكل وتوزيع المساحات بشكل كبير تبعًا للعادات الإقليمية. وتُعرف بعض هذه المباني بأسماء خاصة مثل: الكورتيخو، الكارمن، الباراكا، الكاسيريو، البايوسا، الألكيرية، وغيرها. وتقدم بعض المناطق الإسبانية نماذج مميزة من العمارة العامية ذات طابع خاص، كما هو الحال في العمارة العامية الأليستانية في مقاطعة سمورة.